# Almaty
Almaty (tiếng Kazakh: Алматы; tên trước đây là Alma-Ata, cũng gọi là Verniy, (Верный)) là thành phố lớn nhất của Kazakhstan với dân số 1.801.713 người, chiếm khoảng 8% tổng dân số cả nước và hơn 2 triệu người trong khu vực xung quanh bao gồm Talgar, Boraldai, Otegen Batyr và nhiều vùng ngoại ô khác. Thành phố đã từng là thủ đô của Kazakhstan dưới nhiều hình thức khác nhau từ năm 1929 đến 1997, dưới ảnh hưởng của Liên Xô và những người được chỉ định. Năm 1997, chính phủ đã chuyển thủ đô đến Astana (đã được đổi thành "Nur-Sultan" vào ngày 23 tháng 3 năm 2019) ở phía bắc của đất nước và cách Almaty khoảng 12 giờ đi tàu.
Almaty tiếp tục là trung tâm thương mại và văn hóa lớn của Kazakhstan, cũng như thành phố đông dân nhất và quốc tế nhất. Thành phố nằm ở khu vực miền núi phía nam Kazakhstan ở chân đồi Trans-Ili Alatau ở độ cao 700–900 m (2.300-3.000 feet), nơi các con sông Almatinka lớn và nhỏ chảy vào đồng bằng.
Thành phố này là một phần của Mạng lưới các thành phố sáng tạo của UNESCO trong lĩnh vực âm nhạc kể từ tháng 11 năm 2017. Thành phố này là nơi tổ chức một hội nghị quốc tế năm 1978 về Chăm sóc sức khỏe ban đầu nơi Tuyên bố Alma Ata được thông qua, đánh dấu một sự thay đổi mô hình trong y tế công cộng toàn cầu.

## Từ nguyên
Tên Almaty có nguồn gốc từ khu định cư thời trung cổ Almatu, tồn tại gần thành phố ngày nay. Một lý thuyết cho rằng tên này bắt nguồn từ tiếng Kazakh có nghĩa là 'quả táo' (алма), và thường được dịch là "tất cả táo". Ban đầu nó là Almatau có nghĩa là Núi Táo. Phiên bản tiếng Nga của tên là Alma-Ata (Kaz. Cha của Táo). Kể từ khi giành được độc lập từ Liên Xô, việc sử dụng Almaty của Kazakhstan được chấp nhận.
Có sự đa dạng di truyền lớn giữa những quả táo dại Tân Cương trong khu vực xung quanh Almaty; vùng này được cho là quê hương của táo. Malus sieversii hoang dã được coi là một dạng trái cây có khả năng là tổ tiên của quả táo hiện đại.
Tên của thành phố được viết là لماتی lmātī bằng tiếng Thổ Nhĩ Kỳ, tiếng Ba Tư và tiếng Urdu được viết bằng chữ viết Ba Tư-Ả Rập.

## Lịch sử

### Almaty thời tiền sử
Trong khoảng 1000-900 năm trước Công nguyên trong thời đại đồ đồng, những người nông dân và người chăn nuôi gia súc đầu tiên đã thành lập các khu định cư trên lãnh thổ Almaty. Trong thời kỳ Saka (từ năm 700 trước Công nguyên đến đầu kỷ nguyên Kitô giáo), những vùng đất này đã bị chiếm giữ bởi các bộ lạc Saka và sau đó là Wusun, những người sinh sống trên lãnh thổ phía bắc dãy núi Thiên Sơn. Bằng chứng về những thời điểm này có thể được tìm thấy trong vô số các ngôi mộ chôn cất (tumuli) và các khu định cư cổ đại, đặc biệt là các ụ chôn cất khổng lồ của các Sa hoàng Saka. Phát hiện khảo cổ nổi tiếng nhất là "Người đàn ông vàng", còn được gọi là "Chiến binh vàng", từ Issyk Kurgan; kho báu Zhalauly, vương miện Kargaly và nghệ thuật Zhetysu đồng (nồi hơi, đèn và bàn thờ). Trong thời kỳ cai trị của Saka và Wusun, Almaty đã trở thành một trung tâm giáo dục sớm.

### Thời trung cổ
Trong thời Trung Cổ (thế kỷ 8-10), một nền văn hóa thành phố được phát triển ở Almaty. Có một sự chuyển đổi sang một lối sống ổn định, sự phát triển của nông nghiệp và thủ công mỹ nghệ, và sự xuất hiện của một số thị trấn và thành phố trên lãnh thổ của Zhetysu. Vào thế kỷ 10-14, các khu định cư trên lãnh thổ của cái gọi là "Đại Almaty" đã trở thành một phần của các tuyến đường thương mại của Con đường tơ lụa, đi từ Trung Quốc đến Tây Á và Châu Âu. Vào thời điểm đó, Almaty trở thành một trong những trung tâm thương mại, thủ công và nông nghiệp trên Con đường tơ lụa. Nó đã có đồng tiền giao dịch chính thức. Thành phố này lần đầu tiên được đề cập là Almatu trong các cuốn sách từ thế kỷ 13.

### Thế kỷ 15-18
Từ thế kỷ thứ 15-18, thành phố đã suy tàn khi các hoạt động thương mại đang giảm dần trên con đường tơ lụa này. Các quốc gia châu Âu đã tiến hành thương mại nhiều hơn bằng vận chuyển. Thời kỳ này là một trong những biến đổi dân tộc và chính trị quan trọng. Nhà nước và quốc gia Kazakhstan được thành lập tại đây, gần Almaty.
Hãn quốc Chuẩn Cát Nhĩ (Dzungar) xâm chiếm, thống trị Kazakhstan trong một thời gian. Người Kazakhstan đã chiến đấu để bảo vệ vùng đất của họ và giữ gìn độc lập. Năm 1730 Kazakh đánh bại Dzungar ở vùng núi Anyrakay, 70 km (43 dặm) về phía tây bắc của Almaty. Trong thế kỷ thứ mười tám, thành phố và khu vực lân cận nằm ở biên giới giữa hãn quốc Kokand và nhà Thanh. Sau đó nó được tiếp thu như một phần của Đế quốc Nga vào những năm 1850.

### Thành lập Verniy

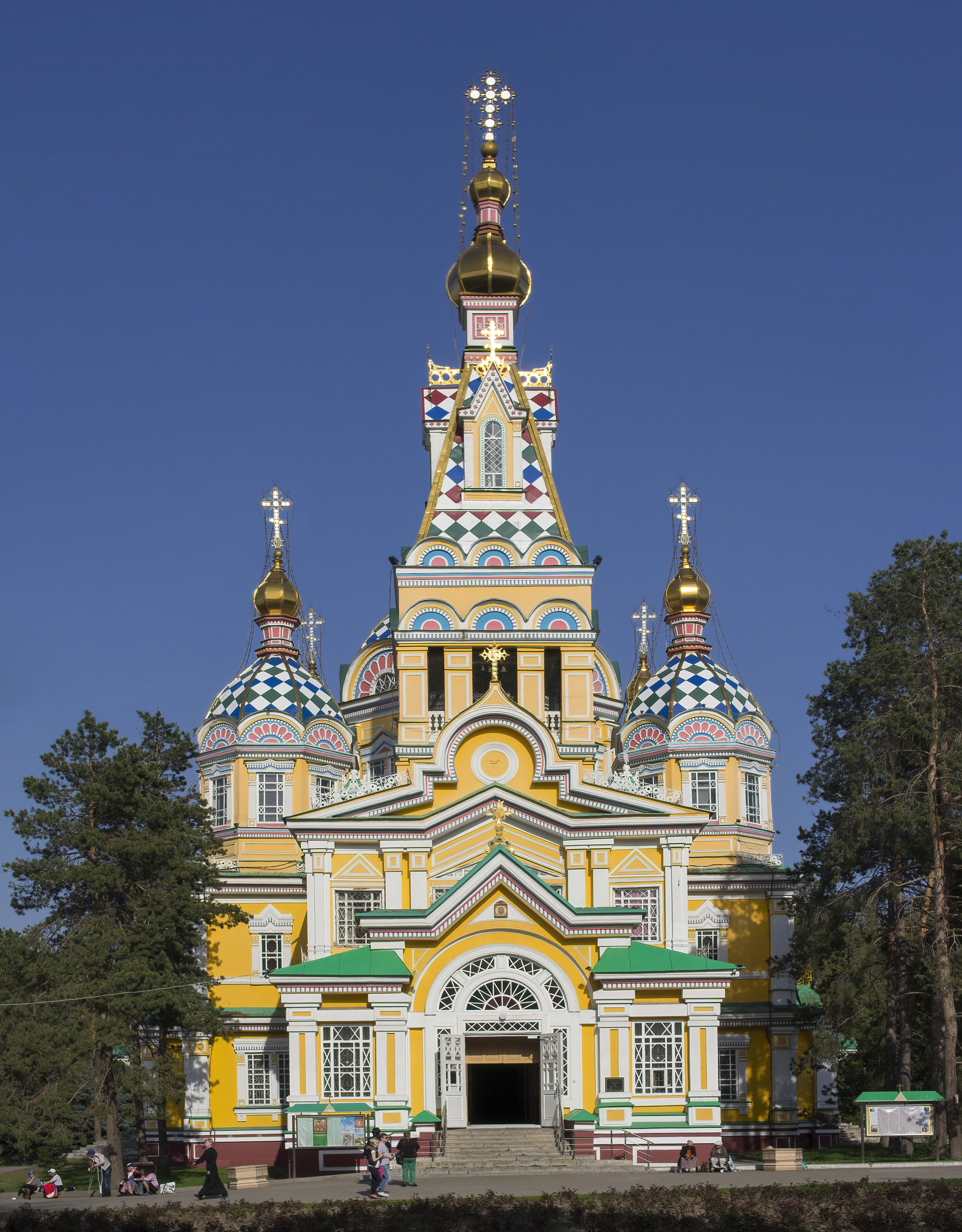
Nhà thờ Zenkov, một nhà thờ Chính thống Nga thế kỷ 19 nằm trong Công viên Panfilov, là tòa nhà gỗ cao thứ tư trên thế giới

Để bảo vệ đế chế của mình, Nga đã xây dựng Pháo đài Verniy gần dãy núi Zailiysky Alatau nằm giữa sông Bolshaya và Malenkaya Almatinka. Việc xây dựng bắt đầu vào ngày 4 tháng 2 năm 1854 và gần hoàn thành vào mùa thu năm đó. Pháo đài là một cung điện bằng gỗ, có hình dạng như một hình ngũ giác, với một bên được xây dọc theo Malaya Almatinka. Sau đó, hàng rào gỗ đã được thay thế bằng một bức tường gạch với những cái ôm. Các cơ sở chính đã được dựng lên xung quanh quảng trường lớn để tập trận và diễu hành

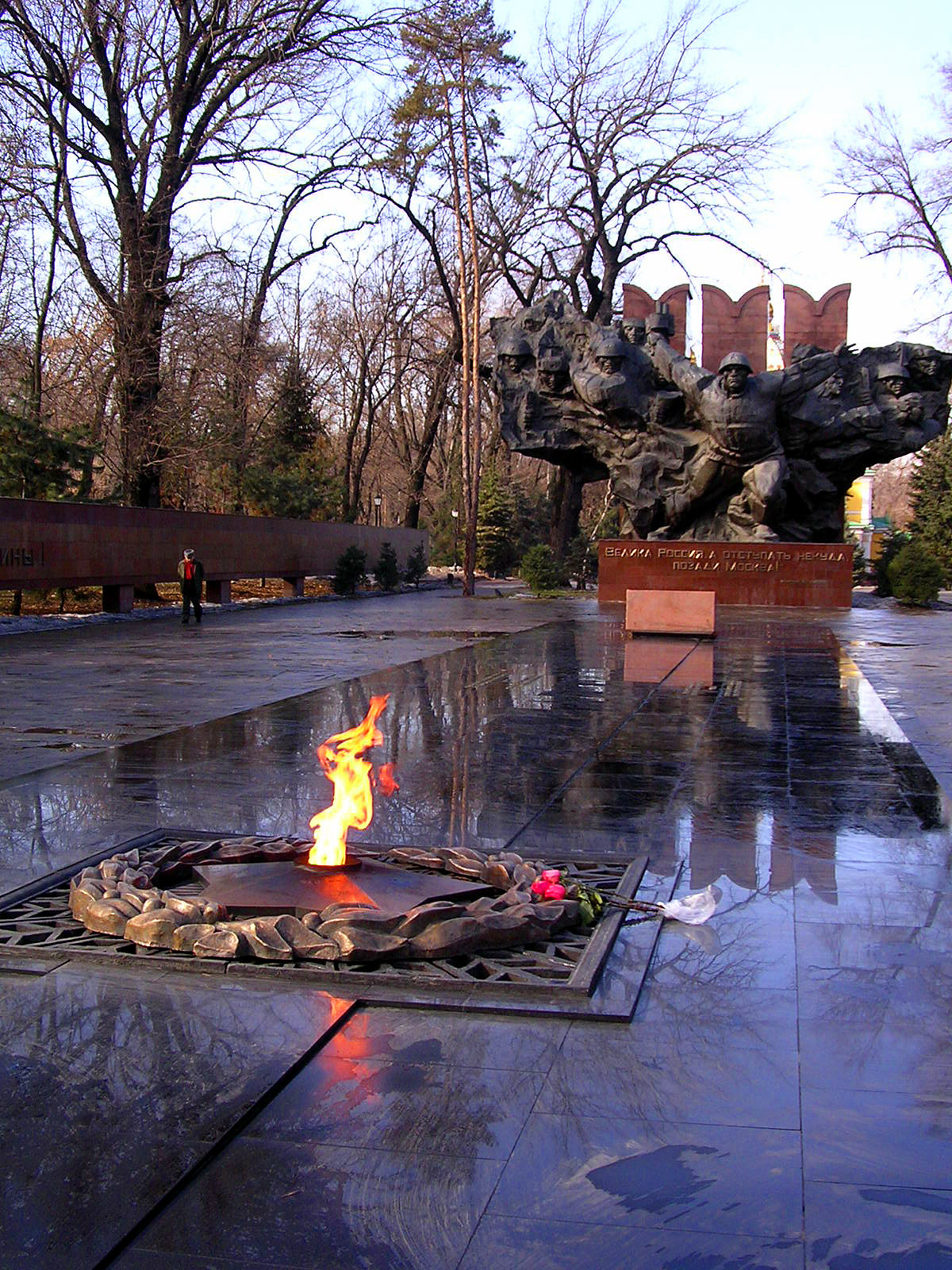
Tượng đài "Feat" trong Thế chiến thứ II trong Công viên của 28 Vệ binh Panfilov

Năm 1855, người Kazakhstan di dời khỏi lãnh thổ du mục của họ xuất hiện ở Verniy. Từ năm 1856, Verniy bắt đầu chấp nhận nông dân Nga. Họ thành lập Bolshaya Almatinskaya Stanitsa (làng Cossack) gần pháo đài. Dòng người di cư đang gia tăng và dẫn đến việc xây dựng sloboda Malaya Almatinskaya Stanitsa và Tatarskaya (Tashkentskaya). Đó là nơi định cư cho các thương nhân và thợ thủ công người Tatar.
Năm 1867, pháo đài Verniy được phát triển thành một thị trấn tên là Almatinsk; thị trấn sớm trở lại với tên Verniy. 

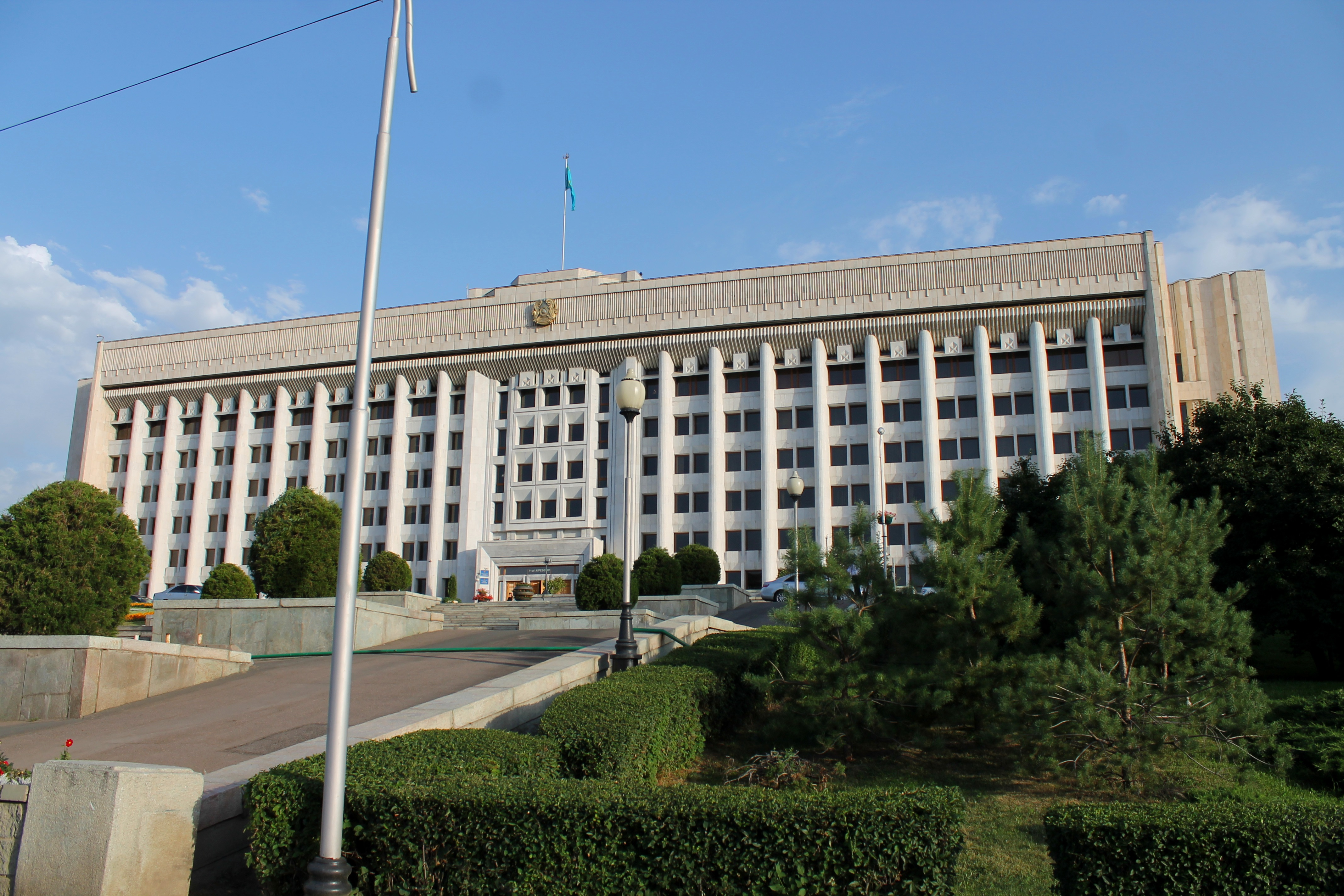
Dinh tổng thống cũ

Theo Kế hoạch thành phố đầu tiên, được phát triển bởi các nhà cầm quyền của Đế quốc Nga, chu vi thành phố là 2 km (1 dặm) về phía nam dọc theo sông Almatinka, và 3 km (2 dặm) về phía tây. Khu vực thành phố mới được chia thành các khu dân cư, và sau đó thành các quận. Ba loại tòa nhà thành phố đã được xác định. Các tòa nhà loại I và II là một hoặc hai tầng xây dựng với một tầng hầm cao; họ đã được dựng lên xung quanh và ở trung tâm thành phố, những nơi khác ở ngoại ô.
Vào ngày 28 tháng 5 năm 1887, lúc 4 giờ sáng, một trận động đất gần như đã phá hủy hoàn toàn Verniy trong 11-12 phút. Các tòa nhà gạch bị hư hại nhiều nhất, chúng vỡ vì thiếu linh hoạt. Do đó, mọi người sau đó đã có xu hướng xây dựng các tòa nhà một tầng làm bằng gỗ.
Đến năm 1906, dân số của thành phố đã tăng lên 27.000, hai phần ba trong số đó là người Nga và người Ukraine.

### Thời kì Xô viết

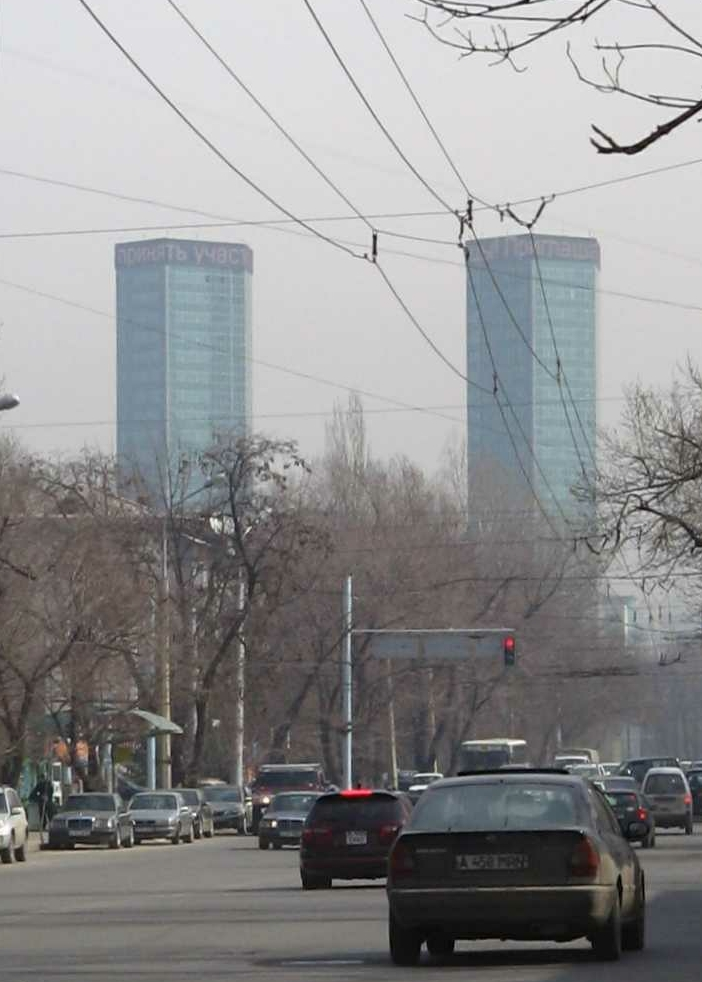
Tháp Rahat là một trong những tòa nhà cao nhất ở Kazakhstan.

Năm 1918 sau Cách mạng tháng Mười Nga và thành lập chính phủ Bolshevik, quyền lực của Liên Xô được thành lập tại Verniy. Thành phố và khu vực đã trở thành một phần của Cộng hòa Xã hội chủ nghĩa Xô viết tự trị Turkestan (RSFSR). Vào ngày 5 tháng 2 năm 1921 Verniy được đổi tên thành Alma-Ata, một trong những tên cổ của thành phố, bởi sự tham vấn chung của các đại diện chính quyền khu vực, chuyên nghiệp hiệp hội thương mại và các nhóm dựa trên đức tin địa phương.
Năm 1926, Hội đồng Lao động và Quốc phòng đã phê duyệt việc xây dựng tuyến đường sắt Turkestan-Siberia, một yếu tố quan trọng cho sự phát triển trong tương lai của Kazakhstan, đặc biệt là ở phía đông và đông nam của khu vực. Việc xây dựng tuyến đường sắt Turkestan-Siberia cũng có tác động kinh tế quyết định ảnh hưởng mạnh mẽ đến vận mệnh của Alma-Ata là thủ đô của ASSR Kazakhstan. Năm 1930, việc xây dựng đường cao tốc và đường sắt đến Alma-Ata đã hoàn thành.

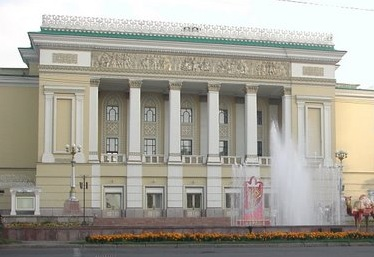
Nhà hát Lớn Almaty

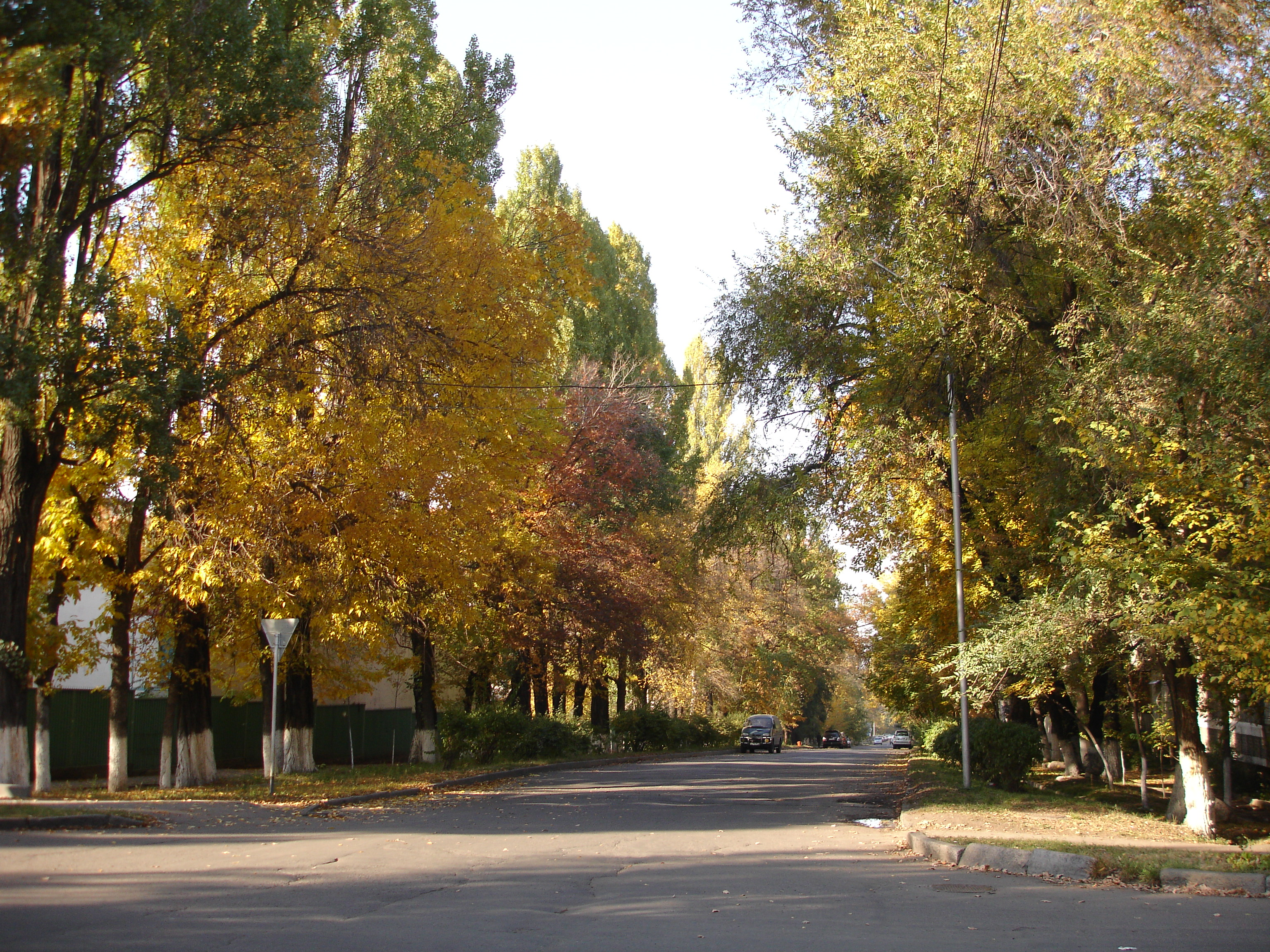
Góc đường Pushkin và Shevchenko

Vào ngày 29 tháng 4 năm 1927, chính phủ quyết định chuyển thủ đô của Cộng hòa Xã hội chủ nghĩa Xô viết tự trị Kazakhstan từ Kyzyl-Orda sang Alma-Ata, trong RFSFR. Điều này đã thu hút nhiều thương mại và người làm việc với chính phủ, kích thích phát triển mạnh mẽ trong thành phố.
Vào ngày 31 tháng 1 năm 1928, Leon Trotsky, lãnh đạo cuộc Cách mạng Tháng Mười 1917, cùng với vợ Natalia Sedova và con trai của ông, Lev Sedov, bị trục xuất đến Alma-Ata bởi Joseph Stalin, lúc đó là người đứng đầu Đảng Cộng sản Liên minh (Bolsheviks) Matxcơva. Trotsky bị trục xuất từ Alma-Ata đến Thổ Nhĩ Kỳ vào tháng 2 năm 1929 và bị lưu đày ở Thành phố Mexico.
Sân bay Alma-Ata được khai trương vào năm 1930, mở ra một kết nối trực tiếp từ Alma-Ata đến Moskva, trung tâm của chính phủ Liên Xô. Alma-Ata trở thành lối vào chính bằng đường hàng không đến Kazakhstan, một tình trạng mà nó vẫn giữ đến ngày nay. Sự chuyển đổi của thị trấn nhỏ này thành thủ đô của SSR Kazakhstan đã được đẩy nhanh hơn nhờ việc xây dựng quy mô lớn các cơ sở hành chính và nhà ở và chính quyền mới. Cuộc Đại thanh trừng giai đoạn 1936-1938 mở rộng tới Kazakhstan, nơi có nhiều trí thức, nhà hoạt động, các nhà lãnh đạo, giáo viên và những người khác đã bị giết. Chính phủ Liên Xô thống trị dân số. Trong những năm 1930, những người du mục Kazakhstan bị chết đói sau khi phá vỡ các kiểu sống truyền thống của họ.
Năm 1936, Cục Kiến trúc và Quy hoạch đã phát triển một kế hoạch nâng cao Alma-Ata thành thủ đô văn hóa mới của SSR Kazakhstan. Kế hoạch được dựa trên hệ thống hình chữ nhật hiện tại của các quận huyện. Chúng đã được củng cố và tái thiết.

#### Chiến tranh Thế giới II
Trong chiến tranh thế giới thứ hai, chính phủ đã ảnh hưởng đáng kể đến dân số và cấu trúc của thành phố. Để tổ chức tốt hơn cho tiền tuyến và tập trung các nguồn lực công nghiệp và vật chất, chính phủ đã sơ tán 26.000 người và nhiều ngành công nghiệp khỏi châu Âu. Alma-Ata đã tổ chức hơn 30 cơ sở công nghiệp được tách khỏi khu vực châu Âu của Liên Xô, tám bệnh viện sơ tán, 15 viện, trường đại học và trường kỹ thuật; và khoảng 20 tổ chức văn hóa. Các công ty sản xuất hình ảnh chuyển động từ Leningrad, Kiev và Moskva cũng đã được chuyển đến Alma-Ata vào thời điểm này. Điều này mang lại rất nhiều người Nga đến đây sinh sống nỗi người Kazakh trở thành thiểu số trong khu vực.
Hơn 52.000 cư dân Alma-Ata đã nhận được danh hiệu: Lòng biết ơn đối với lao động tự chối bỏ của bạn. Bốn mươi tám cư dân đã được trao danh hiệu Anh hùng Liên Xô. Ba sư đoàn súng trường được tăng ở Alma-Ata, bao gồm Sư đoàn súng trường số 8 nổi tiếng 'Panfilov' (ban đầu là sư đoàn súng trường 316), cùng với hai tiểu đoàn súng trường và ba trung đoàn hàng không được nuôi dưỡng trên căn cứ của câu lạc bộ không quân Alma-Ata.

#### Công nghiệp hóa trong thời kỳ Xô Viết

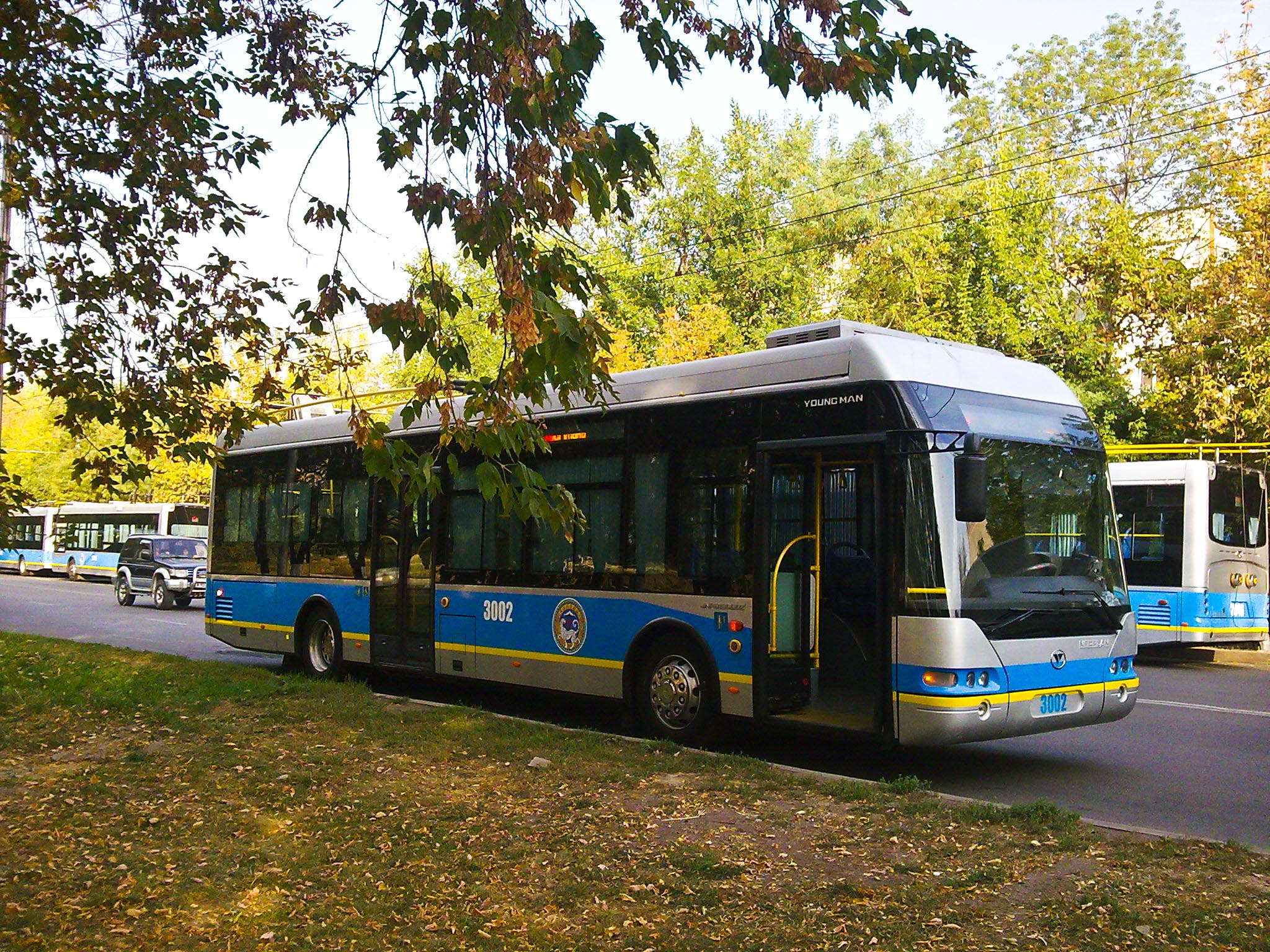
Xe buýt ở thành phố Almaty

Sau năm 1941, do sự di tản hàng loạt các nhà máy và công nhân khỏi khu vực châu Âu của Liên Xô trong Thế chiến thứ II, Alma-Ata trở thành một trung tâm hành chính và thương mại. Mặc dù nó có một cơ sở công nghiệp kém phát triển, nó đã trở thành một trong những trung tâm công nghiệp lớn nhất của Liên Xô. Đây là hậu phương quan trọng của Liên Xô thời chiến.
Trong những năm 1941-1945, tiềm năng công nghiệp của thành phố tăng lên đáng kể. Sự phát triển gia tăng trong những năm sau chiến tranh. Dân số của thành phố đã tăng từ 104.000 vào năm 1919 lên 365.000 vào năm 1968. Đến năm 1967, thành phố có 145 doanh nghiệp, với phần lớn trong số này là các ngành công nghiệp nhẹ và công nghiệp thực phẩm.
Các ngành công nghiệp chính ở Alma-Ata là: chế biến thực phẩm (36% tổng sản lượng công nghiệp), chủ yếu dựa vào nguyên liệu rau quả dồi dào tại địa phương, công nghiệp nhẹ (31%) và công nghiệp nặng (33%). Các sản phẩm chính của khu vực là:
- Thực phẩm: Thịt, bột và ngũ cốc (nhà máy mì ống), sữa, rượu vang, trái cây đóng hộp, thuốc lá, bánh kẹo, rượu mạnh, bia, men, và trà (bao bì)
- Công nghiệp nhẹ: dệt may, lông thú, đan, thảm, giày dép, may mặc, in ấn và Cotton Almaty kết hợp.
- Công nghiệp nặng: kỹ thuật điện, kỹ thuật đúc, sửa chữa ô tô, sửa chữa ổ trục, vật liệu xây dựng, chế biến gỗ, kết cấu bê tông và các yếu tố kết cấu, và xây dựng nhà.

#### Cơ sở hạ tầng từ năm 1945-1991

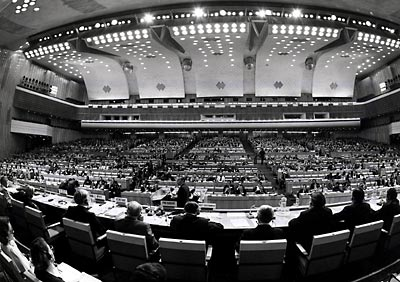
Hội nghị quốc tế về Chăm sóc sức khỏe ban đầu năm 1978, được gọi là Tuyên bố Alma-Ata

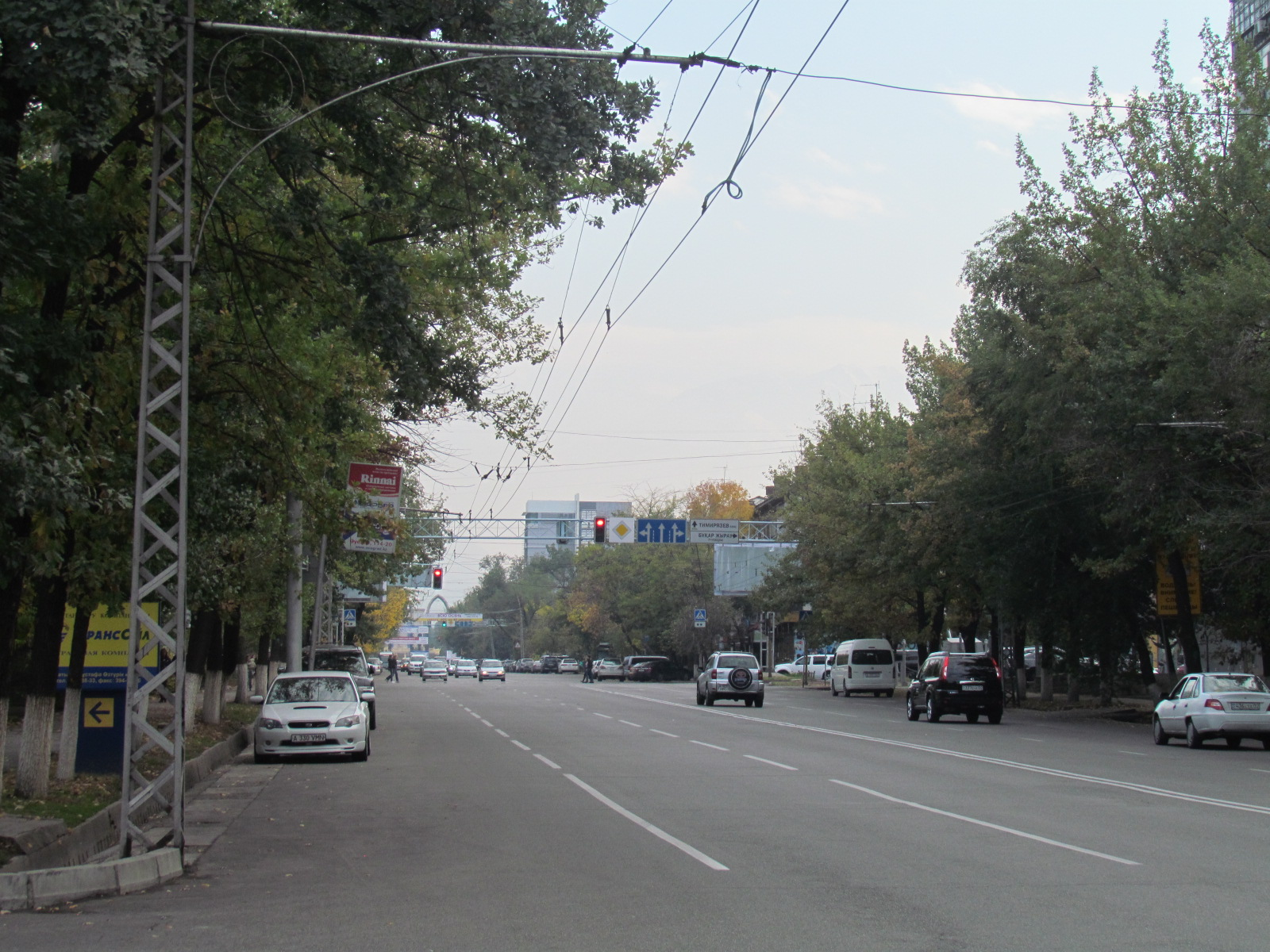
Đường ngoại ô Almaty

Từ năm 1966 đến 1971, 1.400.000 mét vuông nhà ở công cộng và hợp tác xã đã được xây dựng. Hàng năm, khoảng 300.000 mét vuông nhà ở đang được xây dựng. Hầu hết các tòa nhà được xây dựng trong thời gian này là các tòa nhà nhiều tầng chống động đất. Chính phủ Liên Xô đã cố gắng đa dạng hóa các hình thức kiến trúc để tạo ra một cảnh quan thành phố đa dạng hơn. Trong thời kỳ này, nhiều trường học, bệnh viện, văn hóa và cơ sở giải trí đã được xây dựng, bao gồm Cung điện Lenin, Khách sạn Kazakhstan và khu liên hợp thể thao "Medeo".
Đập Medeu, được thiết kế để bảo vệ thành phố Almaty và sân trượt băng Medeo khỏi những trận lũ bùn thảm khốc trong mùa lũ, được xây dựng vào năm 1966. Nó được củng cố một số lần trong những năm 1960 và 1970.
Vận tải siêu thanh Tupolev Tu-144 đi vào hoạt động vào ngày 26 tháng 12 năm 1975, mang theo thư và vận chuyển hàng hóa giữa Moscow và Alma-Ata để chuẩn bị cho các dịch vụ chở khách; những chuyến bay này bắt đầu vào tháng 11 năm 1977. Chuyến bay của Aeroflot vào ngày 1 tháng 6 năm 1978 là chuyến bay chở khách thứ 55 và theo lịch trình cuối cùng của Tu-144.
Alma-Ata là thành phố chủ nhà cho một hội nghị quốc tế năm 1978 về Chăm sóc sức khỏe ban đầu. Tuyên bố Alma Ata đã được thông qua, đánh dấu một sự thay đổi mô hình trong y tế công cộng toàn cầu.
Vào ngày 16 tháng 12 năm 1986, cuộc bạo loạn Jeltoqsan đã diễn ra để đáp trả việc Tổng bí thư Mikhail Gorbachev sa thải Dinmukhamed Kunayev.
Vào ngày 7 tháng 9 năm 1988, dự án tàu điện ngầm Almaty Metro bắt đầu xây dựng; tàu điện ngầm đã được khai trương vào ngày 1 tháng 12 năm 2011 sau 23 năm.

### Giai đoạn độc lập (1991-nay)
Kazakhstan tuyên bố độc lập khỏi Liên Xô vào ngày 16 tháng 12 năm 1991 (Ngày quốc khánh Kazakhstan), và hai năm sau, chính phủ đổi tên thành phố từ Alma-Ata của Nga thành tên tiếng Kazakh là Almaty.
Năm 1997, Tổng thống Cộng hòa Kazakhstan Nurseult Nazarbayev đã phê chuẩn Nghị định chuyển thủ đô từ Almaty đến Astana ở phía bắc của đất nước. Vào ngày 1 tháng 7 năm 1998, một đạo luật đã được thông qua để xác lập vị thế đặc biệt của Almaty là một trung tâm khoa học, văn hóa, lịch sử, tài chính và công nghiệp. Kể từ đó, Almaty được gọi là 'thủ đô phía nam' của Kazakhstan.
Kế hoạch chung mới của Almaty cho năm 2030 được phát triển vào năm 1998. Nó nhằm tạo ra các điều kiện sống an toàn sinh thái, an toàn và thoải mái về mặt xã hội trong thành phố. Mục tiêu chính là quảng bá hình ảnh của Almaty như một thành phố vườn.

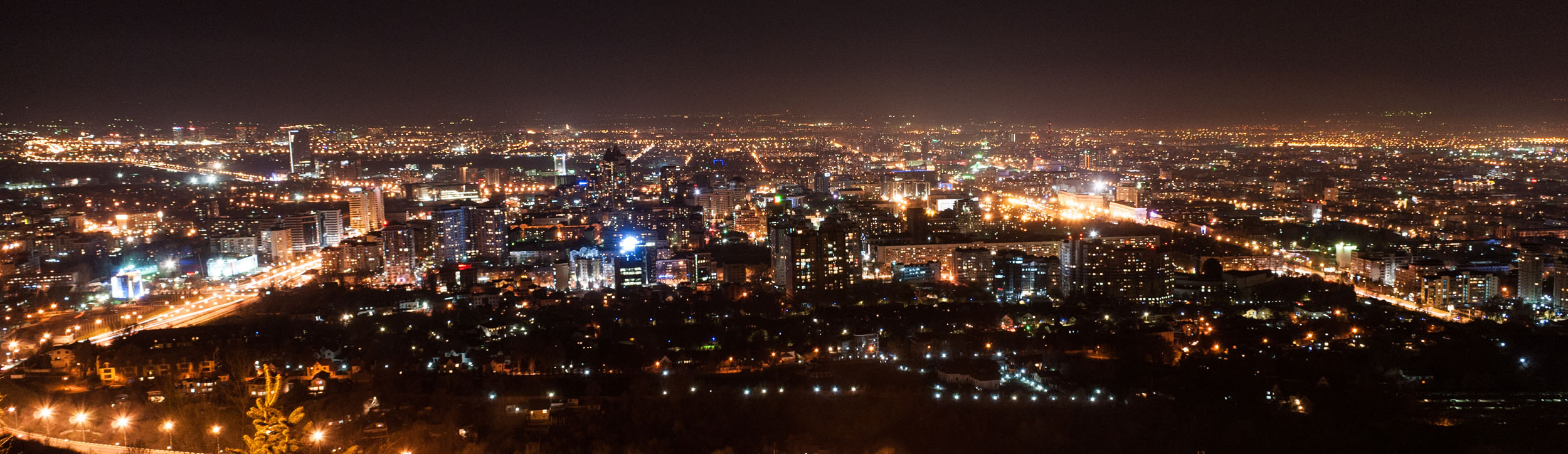
Toàn cảnh đêm của Almaty từ Kok-Tobe

Nó đề xuất tiếp tục phát triển nhà ở nhiều tầng và một nhà đơn, tổ chức lại các khu công nghiệp hoặc vùng lãnh thổ, cải thiện cơ sở hạ tầng giao thông và mở rộng Tàu điện ngầm Almaty. Tuyến đầu tiên của tàu điện ngầm Almaty đã được ra mắt vào ngày 1 tháng 12 năm 2011, trước hai tuần so với kế hoạch. Phần mở rộng của đường đến Kalkaman đã được mở vào năm 2015.
Tuy nhiên, Almaty đã phát triển một vấn đề lớn với ô nhiễm không khí. Vào năm 1995, lượng khí thải hạt, sau đó chủ yếu là từ nhà máy nhiệt điện của thành phố, đã vượt quá tiêu chuẩn của Kazakhstan và EU hơn 20 lần. Năm 2008, Almaty được xếp hạng thành phố ô nhiễm thứ 9 trên thế giới. Một nghiên cứu năm 2013 đã xác định ô tô là một nguồn gây ô nhiễm chính, và nó đã được ghi nhận từ năm 2003 và 2013 tỷ lệ mắc bệnh đã tăng lên 1,5 lần và thành phố này chiếm vị trí đầu tiên trong nước cộng hòa về các bệnh về đường hô hấp, nội tiết và máu, ung thư và hen phế quản, mặc dù không có cơ sở công nghiệp lớn. Một hệ thống giám sát chất lượng không khí độc lập tại địa phương với một ứng dụng di động đã được ra mắt vào năm 2017
Khu vực của thành phố đã được mở rộng trong những năm gần đây với sự sáp nhập của các khu định cư ngoại ô của Kalkaman, Kok Tube, Gorniy Gigant (Mountain Giant). Vô số khối chung cư và tòa nhà chọc trời văn phòng đã biến đổi bộ mặt của thị trấn, nơi được xây dựng trên núi.
Almaty là nơi xảy ra vụ tấn công khủng bố khét tiếng vào tháng 7 năm 2016, khi Jihadist Ruslan Kulikbayev giết chết tám sĩ quan cảnh sát và hai thường dân trong một vụ xả súng và rượt đuổi xe hơi. Kulikbayev bị thương trong vụ xả súng và sau đó bị kết án tử hình vì vụ tấn công.

## Địa lí
Thành phố nằm ở chân đồi của Trans-Ili Alatau (hay Zailiysky Alatau) ở cực đông nam Kazakhstan.
Thành phố có khí hậu tương đối ôn hòa với mùa hè ấm và khô và mùa đông khá lạnh. Do thành phố nằm trong khu vực kiến tạo, nên nó có nguy cơ bị động đất đặc hữu. Mặc dù hầu hết các chấn động không gây ra thiệt hại đáng kể nào, Almaty đã phải chịu một số trận động đất hủy diệt lớn.

### Khí hậu
Khí hậu ở Almaty là khí hậu lục địa ẩm (phân loại khí hậu Köppen: Dfa) với mùa hè nóng và mùa đông lạnh. Nó được đặc trưng bởi ảnh hưởng của lưu thông thung lũng núi. Điều này đặc biệt rõ ràng ở phía bắc của thành phố, nằm trực tiếp trong khu vực chuyển tiếp của sườn núi đến đồng bằng.

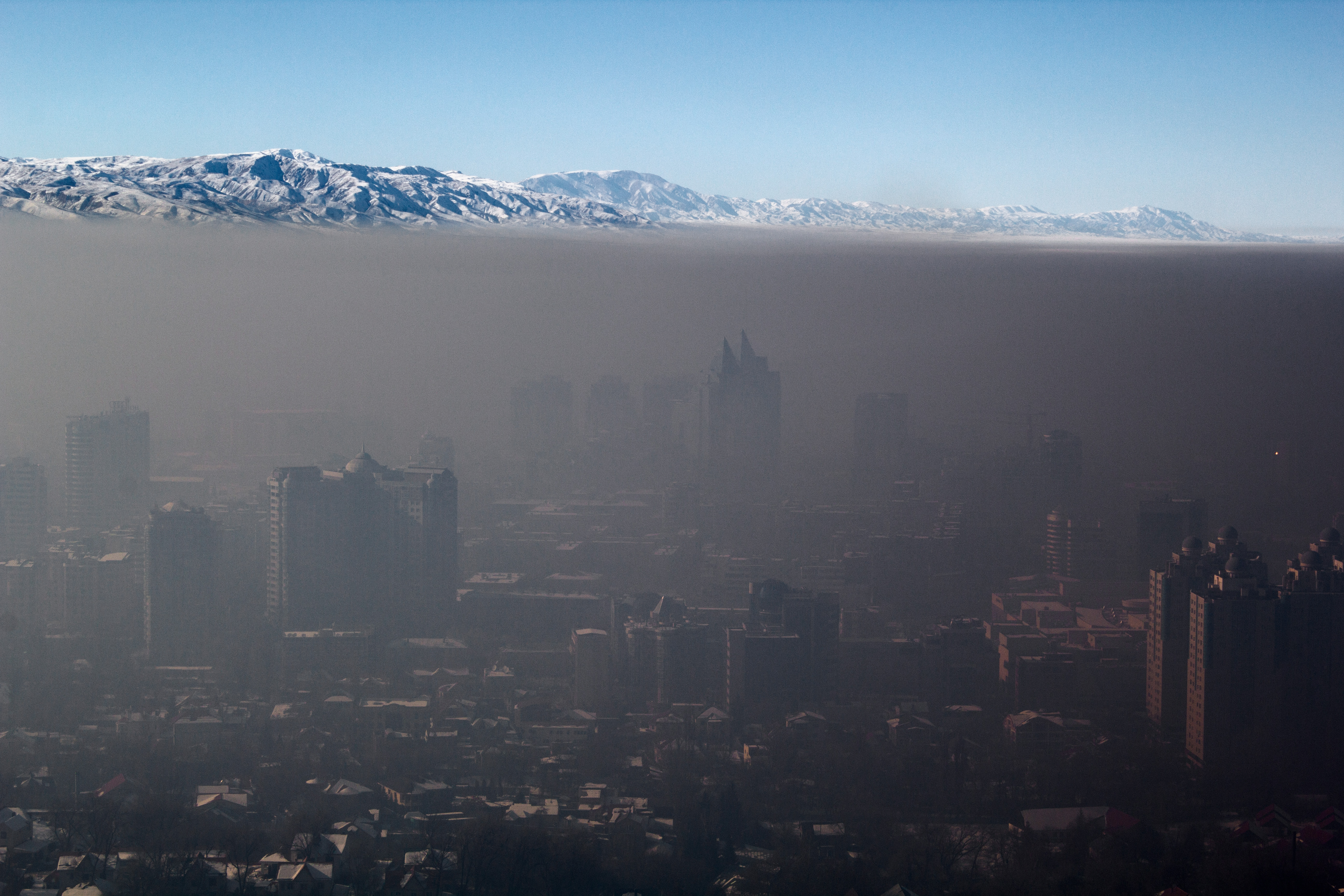
Hình ảnh được chụp trong thời gian đảo ngược nhiệt độ, cho thấy sương khói bị mắc kẹt trên Almaty

Nhiệt độ không khí trung bình hàng năm bằng 10 °C (50 °F), tháng lạnh nhất là tháng 1,-4,7 °C (trung bình 24 °F) (trung bình), tháng ấm nhất (tháng 7) 23,8 °C (75 °F) (Trung bình). Trong những năm trung bình, sương giá bắt đầu vào khoảng ngày 14 tháng 10 và kết thúc vào khoảng ngày 18 tháng 4, với thời tiết cực kì lạnh kéo dài từ khoảng 19 tháng 12 đến khoảng 23 tháng 2, thời gian khoảng 67 ngày. Thời tiết có nhiệt độ trên 30 °C (86 °F) trung bình khoảng 36 ngày một năm. Ở trung tâm Almaty, giống như bất kỳ thành phố lớn nào, có một "hòn đảo nhiệt" - độ tương phản nhiệt độ trung bình hàng ngày giữa vùng ngoại ô phía bắc và phía nam của thành phố là 3,8% trong những ngày lạnh nhất và 2,2% trong năm ngày nóng nhất. Do đó, sương giá ở trung tâm thành phố bắt đầu khoảng 7 ngày sau đó và kết thúc sớm hơn 3 ngày so với vùng ngoại ô phía bắc. Lượng mưa hàng năm khoảng 650 đến 700 mm (25,6 đến 27,6 in). Tháng Tư và tháng Năm là những tháng ẩm ướt nhất, trong đó khoảng một phần ba lượng mưa hàng năm của thành phố được ghi nhận.
Không có gì lạ khi thấy tuyết hoặc một đợt lạnh buốt tràn vào Almaty vào cuối tháng Năm. Ví dụ, trong thế kỷ trước, những trận tuyết như vậy được ghi lại vào ngày 13 tháng 5 năm 1985, ngày 1 tháng 5 năm 1989, ngày 5 tháng 5 năm 1993 và ngày 18 tháng 5 năm 1998. Trận tuyết rơi gần đây nhất ở Almaty là vào ngày 17 tháng 6 năm 1987.
Almaty đôi khi trải qua mưa mùa đông, mặc dù tuyết rơi dày và nhiệt độ thấp. Trận mưa mùa đông đáng nhớ nhất diễn ra vào ngày 16 tháng 12 năm 1996 trong một cuộc diễu hành quân sự để kỷ niệm 5 năm độc lập của Cộng hòa.
GM của Trạm thời tiết Almaty hầu hết ghi nhận gió đông nam (30%), sức gió của nó tăng trong mùa hè (37%) và giảm vào mùa đông (19%). Tốc độ gió vượt quá 15 m/s vào khoảng 15 ngày một năm, trung bình.
| Dữ liệu khí hậu của Almaty              | Dữ liệu khí hậu của Almaty | Dữ liệu khí hậu của Almaty | Dữ liệu khí hậu của Almaty | Dữ liệu khí hậu của Almaty | Dữ liệu khí hậu của Almaty | Dữ liệu khí hậu của Almaty | Dữ liệu khí hậu của Almaty | Dữ liệu khí hậu của Almaty | Dữ liệu khí hậu của Almaty | Dữ liệu khí hậu của Almaty | Dữ liệu khí hậu của Almaty | Dữ liệu khí hậu của Almaty | Dữ liệu khí hậu của Almaty |
| Tháng                                   | 1                          | 2                          | 3                          | 4                          | 5                          | 6                          | 7                          | 8                          | 9                          | 10                         | 11                         | 12                         | Năm                        |
| --------------------------------------- | -------------------------- | -------------------------- | -------------------------- | -------------------------- | -------------------------- | -------------------------- | -------------------------- | -------------------------- | -------------------------- | -------------------------- | -------------------------- | -------------------------- | -------------------------- |
| Cao kỉ lục °C (°F)                      | 18.2 (64.8)                | 21.9 (71.4)                | 28.0 (82.4)                | 33.2 (91.8)                | 35.8 (96.4)                | 39.3 (102.7)               | 41.7 (107.1)               | 40.5 (104.9)               | 38.1 (100.6)               | 31.1 (88.0)                | 25.4 (77.7)                | 19.2 (66.6)                | 41.7 (107.1)               |
| Trung bình ngày tối đa °C (°F)          | 0.7 (33.3)                 | 2.2 (36.0)                 | 8.7 (47.7)                 | 17.3 (63.1)                | 22.4 (72.3)                | 27.5 (81.5)                | 30.0 (86.0)                | 29.4 (84.9)                | 24.2 (75.6)                | 16.3 (61.3)                | 8.2 (46.8)                 | 2.3 (36.1)                 | 15.8 (60.4)                |
| Trung bình ngày °C (°F)                 | −4.7 (23.5)                | −3 (27)                    | 3.4 (38.1)                 | 11.4 (52.5)                | 16.6 (61.9)                | 21.6 (70.9)                | 23.8 (74.8)                | 22.9 (73.2)                | 17.6 (63.7)                | 9.9 (49.8)                 | 2.7 (36.9)                 | −2.8 (27.0)                | 10.0 (50.0)                |
| Tối thiểu trung bình ngày °C (°F)       | −8.4 (16.9)                | −6.9 (19.6)                | −1.1 (30.0)                | 5.9 (42.6)                 | 11.0 (51.8)                | 15.8 (60.4)                | 18.0 (64.4)                | 16.8 (62.2)                | 11.5 (52.7)                | 4.6 (40.3)                 | −1.3 (29.7)                | −6.4 (20.5)                | 5.0 (41.0)                 |
| Thấp kỉ lục °C (°F)                     | −30.1 (−22.2)              | −37.7 (−35.9)              | −24.8 (−12.6)              | −10.9 (12.4)               | −7 (19)                    | 2.0 (35.6)                 | 7.3 (45.1)                 | 4.7 (40.5)                 | −3 (27)                    | −11.9 (10.6)               | −34.1 (−29.4)              | −31.8 (−25.2)              | −37.7 (−35.9)              |
| Lượng Giáng thủy trung bình mm (inches) | 34 (1.3)                   | 42 (1.7)                   | 75 (3.0)                   | 100 (3.9)                  | 106 (4.2)                  | 57 (2.2)                   | 47 (1.9)                   | 30 (1.2)                   | 27 (1.1)                   | 60 (2.4)                   | 56 (2.2)                   | 41 (1.6)                   | 675 (26.7)                 |
| Số ngày mưa trung bình                  | 4                          | 5                          | 11                         | 14                         | 15                         | 15                         | 15                         | 10                         | 9                          | 10                         | 8                          | 6                          | 122                        |
| Số ngày tuyết rơi trung bình            | 11                         | 13                         | 8                          | 2                          | 0.2                        | 0                          | 0                          | 0                          | 0.1                        | 2                          | 6                          | 11                         | 53.3                       |
| Độ ẩm tương đối trung bình (%)          | 77                         | 79                         | 71                         | 59                         | 56                         | 49                         | 46                         | 45                         | 49                         | 64                         | 74                         | 79                         | 62                         |
| Số giờ nắng trung bình tháng            | 118                        | 119                        | 147                        | 194                        | 241                        | 280                        | 306                        | 294                        | 245                        | 184                        | 127                        | 101                        | 2.356                      |
| Nguồn 1: Pogoda.ru                      |                            |                            |                            |                            |                            |                            |                            |                            |                            |                            |                            |                            |                            |
| Nguồn 2: NOAA (sun 1961–1990)           |                            |                            |                            |                            |                            |                            |                            |                            |                            |                            |                            |                            |                            |

## Hành chính

Các quận huyện của Almaty

Có 8 quận huyện chính thức ở Almaty:
    quận Alatau

    quận Almaly

    quận Auezov

    quận Bostandyk

    quận Medeu

    quận Nauryzbay

    quận Turksib

    quận Jetysu.

## Dân số
Almaty là thành phố quốc tế nhất của Kazakhstan.
Các dân tộc (2010):
- Kazakh 	 51,06%
- Nga	 33,02%
- Uyghur	 5,73%
- Tatar 	 1,82%
- Triều Tiên 	 1,9%
- Ukraina 1,24%
- Khác 	 5,23%

Tính đến tháng 2 năm 2015, ủy ban thống kê quốc gia đã báo cáo dân số của Almaty là 1.797.431. Con số này tăng 37% so với con số thống kê dân số năm 1999 là 1.129.400 và cao hơn 44% so với con số thống kê dân số năm 1989 của Liên Xô là 1.071.900.

### Khu vực đô thị
Khu vực đô thị tập trung ở Almaty bao gồm các thành phố và thị trấn Esik, Kaskelen, Talgar, và Kapchagay, và phần lớn các quận Enbekshikazakh, Jambyl, Ile và Talgar, tất cả đều nằm trong vòng 1,5 giờ di chuyển của thành phố Almaty.

## Kinh tế

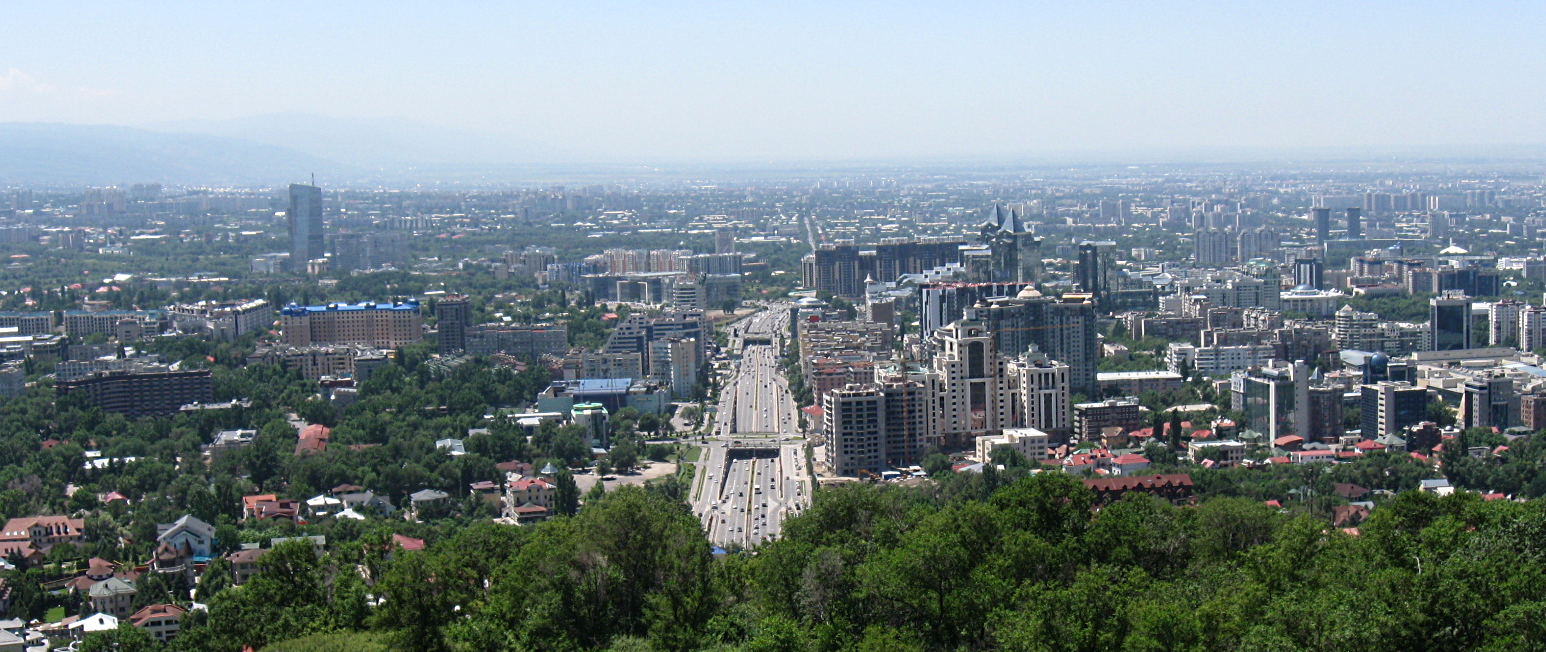
Cảnh Almaty nhìn từ Kok-Tobe

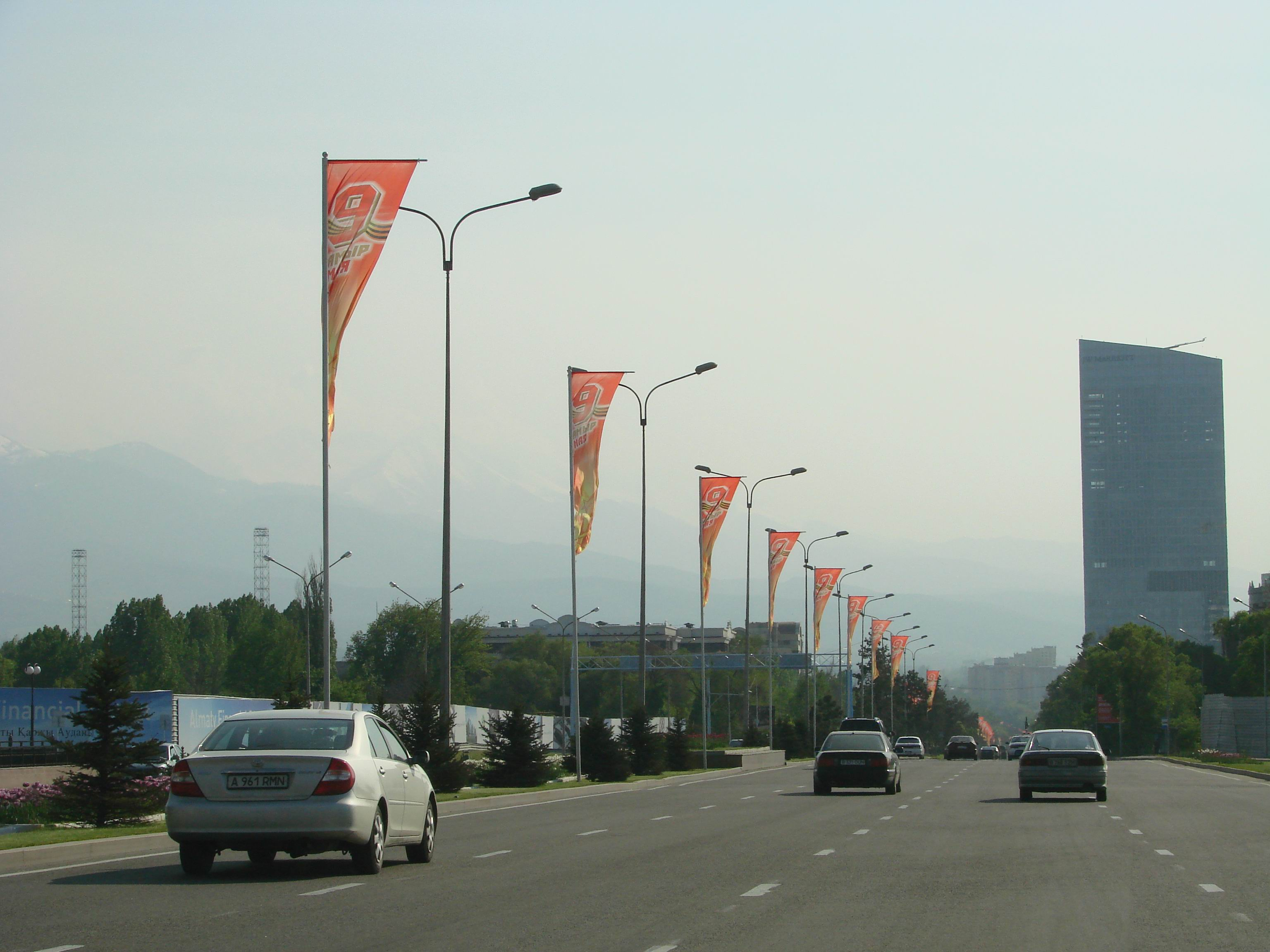
Đại lộ Al-Farabi.

Almaty tạo ra khoảng 20% GDP của Kazakhstan (tương đương 36 tỷ đô la vào năm 2010). Quốc gia này là mạnh nhất về kinh tế ở Trung Á và Almaty là một trung tâm tài chính quan trọng. Nó được coi là Thành phố toàn cầu loại Beta trong nghiên cứu GaWC năm 2012.
Một trong những ngành công nghiệp lớn nhất ở Almaty là tài chính và xuất khẩu tài chính của nó khiến nó trở thành một đóng góp lớn cho cán cân thanh toán của Kazakhstan. Almaty là nhà của ngân hàng Halyk, là ngân hàng lớn nhất ở Trung Á, Ngân hàng Kaspi và các ngân hàng lớn khác. Sở giao dịch chứng khoán Kazakhstan có trụ sở tại Almaty.
Almaty cũng đang phát triển như một trung tâm tài chính và kinh doanh khu vực (RFCA).
Đang được xây dựng là 'Khu tài chính Almaty và Công viên Esentai'. Điều này được thiết kế bởi T.J. Gottesdiener, người đã thiết kế cả Trung tâm Thương mại Thế giới số 7 tại Thành phố New York và Trung tâm Time Warner ở Tokyo Midtown. Mục tiêu của nó là trở thành trung tâm kinh doanh lớn nhất ở Trung Á. Tháp Esentai, tòa nhà 37 tầng trong công viên, là tòa nhà hỗn hợp cao nhất ở Kazakhstan, văn phòng nhà ở của các công ty như Ernst & Young, HSBC và Tín dụng Suisse. Khách sạn Ritz-Carlton đầu tiên ở Kazakhstan được khai trương vào năm 2013 tại Tháp Esentai.
Cùng với các dịch vụ chuyên nghiệp, các công ty truyền thông tập trung ở Almaty. Ngành công nghiệp phân phối truyền thông đã phát triển nhanh chóng kể từ năm 2006. Các kênh phát sóng lớn KTK và NTK có trụ sở tại Almaty, cũng như một số tờ báo quốc gia.
Có kế hoạch xây dựng đường cao tốc Tây Âu-Tây Trung Quốc, đi qua Almaty. Một sân bay mới ở Almaty dự kiến sẽ xử lý khoảng 45 triệu tấn hàng hóa mỗi năm. Air Astana có trụ sở tại Trung tâm Air Astana 1 ở Almaty. Trước khi giải thể, Air Kazakhstan và Kazakhstan Airlines cũng có trụ sở tại Almaty.
Nền kinh tế của thành phố Almaty và Vùng Almaty tiếp tục phát triển và dự kiến sẽ tăng gần 6,5% mỗi năm cho đến năm 2020. Để giảm thiểu nhu cầu điện tăng nhanh do sự tăng trưởng này, chính quyền Kazakhstan đã quyết định nâng cấp hệ thống điện bằng cách xây dựng đường dây truyền tải mới và hiện đại hóa các trạm biến áp. Dự án truyền tải Alma, được hỗ trợ bởi Ngân hàng Thế giới, đã giúp đạt được mục tiêu này.

## Thắng cảnh

### Kók Tóbe

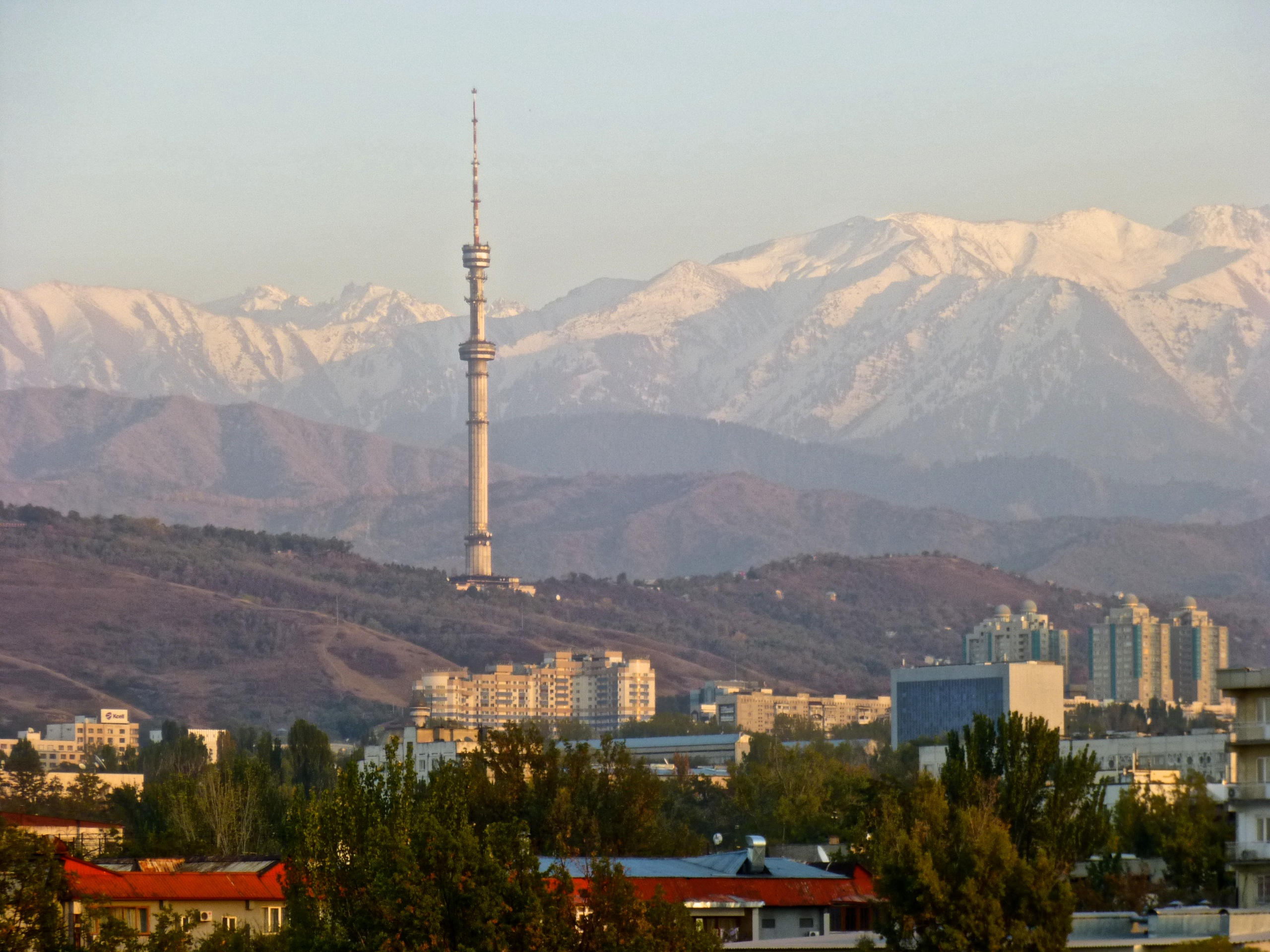
Tháp Kok Tobe

Một tuyến xe điện trên không kết nối trung tâm thành phố Almaty với một khu vực giải trí nổi tiếng trên đỉnh Kók Tóbe (tiếng Kazakhstan: Көк-төбе, có nghĩa là 'Đồi xanh'), một ngọn núi ở phía đông nam. Tháp truyền hình thành phố, Tháp Almaty, nằm trên ngọn đồi. Nó có một loạt các điểm thu hút khách du lịch, chẳng hạn như một sở thú, các công viên giải trí và nhà hàng.

### Đài phun nước
Theo Phòng Quản lý Sử dụng Tài nguyên và Tài nguyên của thành phố, tính đến năm 2007, thành phố có 125 đài phun nước. Trong số đó có Đài phun nước "Lịch phương Đông", có 12 nhân vật điêu khắc đại diện cho 12 con giáp của người Kazakhstan (tương tự như Trung Quốc).

### Medeu

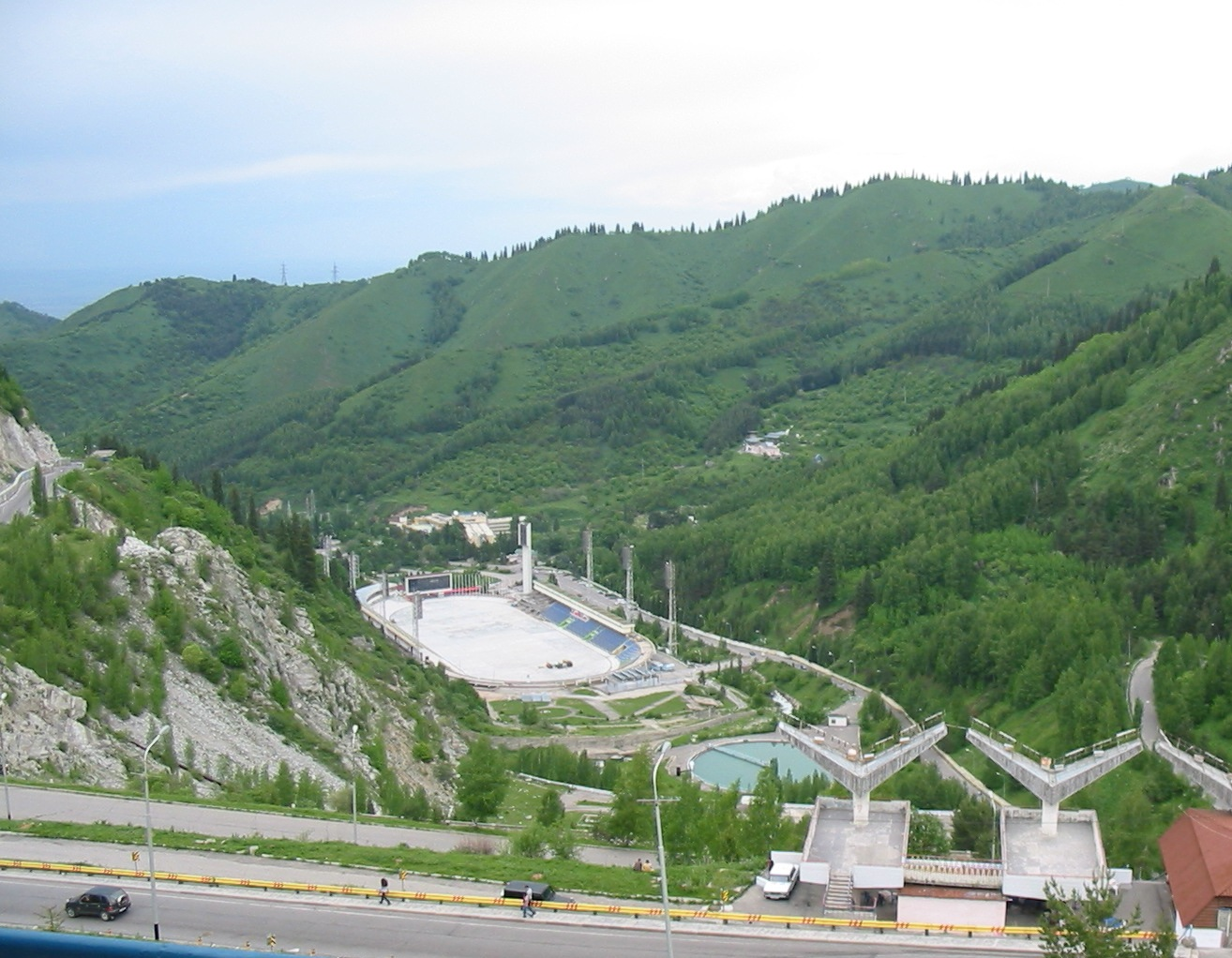
Medeo

Medeu là một sân trượt băng tốc độ ngoài trời và sân bandy. Nó nằm trong một thung lũng núi (Thung lũng Medeu, hoặc thung lũng sông Malaya Alma-Atinka) ở vùng ngoại ô phía đông nam của Almaty, Kazakhstan. Medeu nằm ở độ cao 1.691 mét so với mực nước biển, khiến nó trở thành một trong những sân trượt băng cao nhất thế giới. Nó có 10.500 mét vuông băng và sử dụng hệ thống cấp đông và tưới nước tinh vi để đảm bảo chất lượng của băng.

### Shymbulak
Shymbulak là một khu nghỉ mát trượt tuyết gần Almaty, nằm ở phần trên của Thung lũng Medeu thuộc dãy núi Zaiilisky Alatau, ở độ cao 2.200 mét (7.200 ft) so với mực nước biển. Khu vực nghỉ mát cách thành phố Almaty khoảng 25 km (16 dặm) về phía nam bằng đường Medeo. Nó nổi tiếng với khí hậu ôn hòa, một lượng lớn ngày nắng và lượng tuyết lớn trong suốt mùa đông (từ tháng 11 đến tháng 5).

### Công viên Tổng thống đầu tiên
First President's Park là một công viên đô thị nằm ở Almaty tại ngã tư đường Navoi và Đại lộ Al-Farabi ở quận Bostandyk. Công viên đã được khai trương vào tháng 7 năm 2010. Việc tạo ra công viên bắt đầu vào năm 2001. Công viên được chia thành ba khu vực chính - đại lộ, đại lộ và khu vực dendrological. Cây xanh được trồng theo kế hoạch dendrological. Để vinh danh sự tham gia của thành phố Almaty trong cuộc rước đuốc Olympic của Thế vận hội Mùa hè 2008 Bắc Kinh, khoảng một trăm cây vân sam và bạch dương đã được trồng. Năm 2011, một trăm cây vân sam cũng được trồng. Các kế hoạch bao gồm một tập hợp các dự án nước trên diện tích 9,5 ha.

### Hồ lớn Almaty
Hồ Almaty lớn là một hồ nước tự nhiên nằm ở vùng núi Trans-Ili Alatau cao khoảng 2511 m so với mực nước biển gần Almaty (cách Almaty 15 km về phía Nam). Giống như phần lớn các hồ ở Trans-Ili Alatau, hồ này hình thành do hậu quả của trận động đất. Hồ là một nguồn nước uống chính cho khu vực. Mọi người có thể đến hồ bằng ô tô (cách trung tâm thành phố khoảng 1 giờ lái xe), đi xe đạp hoặc đi bộ đường dài (khoảng một chuyến đi nửa ngày).

### Công viên của 28 lính canh Panfilov
Công viên của 28 vệ binh Panfilov là một công viên lớn ở Almaty, Kazakhstan. Công viên nằm ở phía đông trung tâm Almaty trong khu vực xung quanh Nhà thờ Zenkov. Nó được dành riêng và đặt theo tên của Anh hùng Panfilov, 28 binh sĩ của một đơn vị bộ binh Almaty đã chết khi chiến đấu với quân xâm lược Đức Quốc xã bên ngoài Moskva trong Thế chiến thứ II. Nhóm này lấy tên từ Ivan Panfilov, Đại tướng chỉ huy sư đoàn 316, mặc dù có thương vong nặng nề, vào thời điểm đó đã xoay xở để trì hoãn đáng kể việc tiến quân của Đức, tạo thời gian cho những người bảo vệ thành phố. Một ngọn lửa vĩnh cửu kỷ niệm sự sụp đổ của Nội chiến Nga và Chiến tranh Xô-Đức trước tượng đài đen khổng lồ của những người lính từ cả 15 nước cộng hòa Xô viết.

## Giáo dục
Đại học Y khoa Quốc gia Kazakh, được đặt theo tên của Asfendiyarov (trước đây: Viện Y học Chính phủ Almaty (AGMI))
- Đại học quản lý Almaty (ALMU)
- Đại học Công nghệ thông tin quốc tế (IITU)
- Đại học Kỹ thuật Kazakhstan-Anh (KBTU)
- Đại học kinh doanh quốc tế
- Đại học Y khoa Quốc gia Kazakhstan
- Viện Kỹ thuật Điện và Viễn thông Almaty
- Đại học Kỹ thuật Quốc gia Kazakhstan (KazNTU)
- Đại học Quốc gia Al-Farabi Kazakhstan (KazNU)
- Đại học Suleyman Demirel (SDU)
- Đại học KIMEP (KIMEP)
- Đại học Mỹ-Kazakhstan (KAU)
- Học viện Nghệ thuật Quốc gia Kazakhstan được đặt tên bởi T.Zhurgenov
- Học viện Khoa học Kazakhstan
- Học viện Quan hệ Lao động và Xã hội Kazakhstan
- Đại học sư phạm quốc gia Kazakhstan (được đặt theo tên của Abay)
- Đại học Turan
- Đại học Quan hệ Quốc tế và Ngôn ngữ Thế giới Kazakhstan Ablai Khan
- Đại học Trung Á (ЦЦУ)
- Đại học Kazakhstan-Đức (КУУ)
- Học viện Kiến trúc và Xây dựng Hàng đầu Kazakhstan
- Đại học Narhoz (cũ, Đại học Kinh tế Kazakhstan, KazEU)
- Đại học nông nghiệp quốc gia Kazakhstan (SHI, AEZVI)
- Học viện kinh doanh quốc tế

## Giao thông

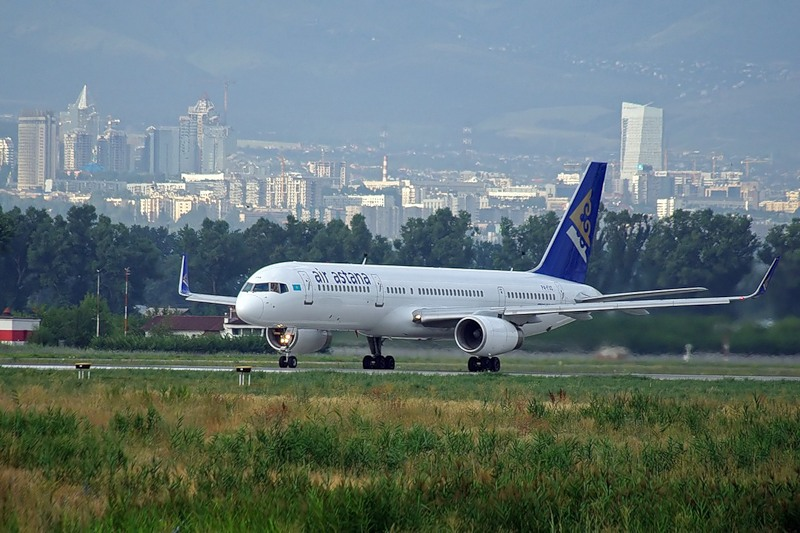
Sân bay quốc tế Almaty là sân bay lớn nhất ở Kazakhstan.

Sân bay gần nhất với Almaty là Sân bay quốc tế Almaty nằm cách phía đông bắc 15 km (9,3 mi).
Trạm xe buýt Sayran cung cấp các kết nối xe buýt liên tỉnh trong Kazakhstan, cũng như các kết nối quốc tế đến Kyrgyzstan và Trung Quốc và các kết nối xe buýt khu vực phía tây thành phố. Trạm xe buýt Sayakhat cung cấp các kết nối xe buýt trong khu vực đến các địa điểm phía bắc và phía đông của thành phố.
Kazakhstan Temir Zholic có hai ga Almaty-1 (nằm cách Almaty 20 phút lái xe và chủ yếu dành cho hàng hóa) và Almaty-2 nằm trong thành phố và chủ yếu dành cho hành khách. Năm 2011, tàu điện ngầm Almaty mở, và một đường sắt nhẹ được lên kế hoạch.
Kể từ tháng 9 năm 2016, một hệ thống chia sẻ xe đạp, Almaty-bike cho phép đi vòng quanh thành phố bằng xe đạp.

## Thể thao

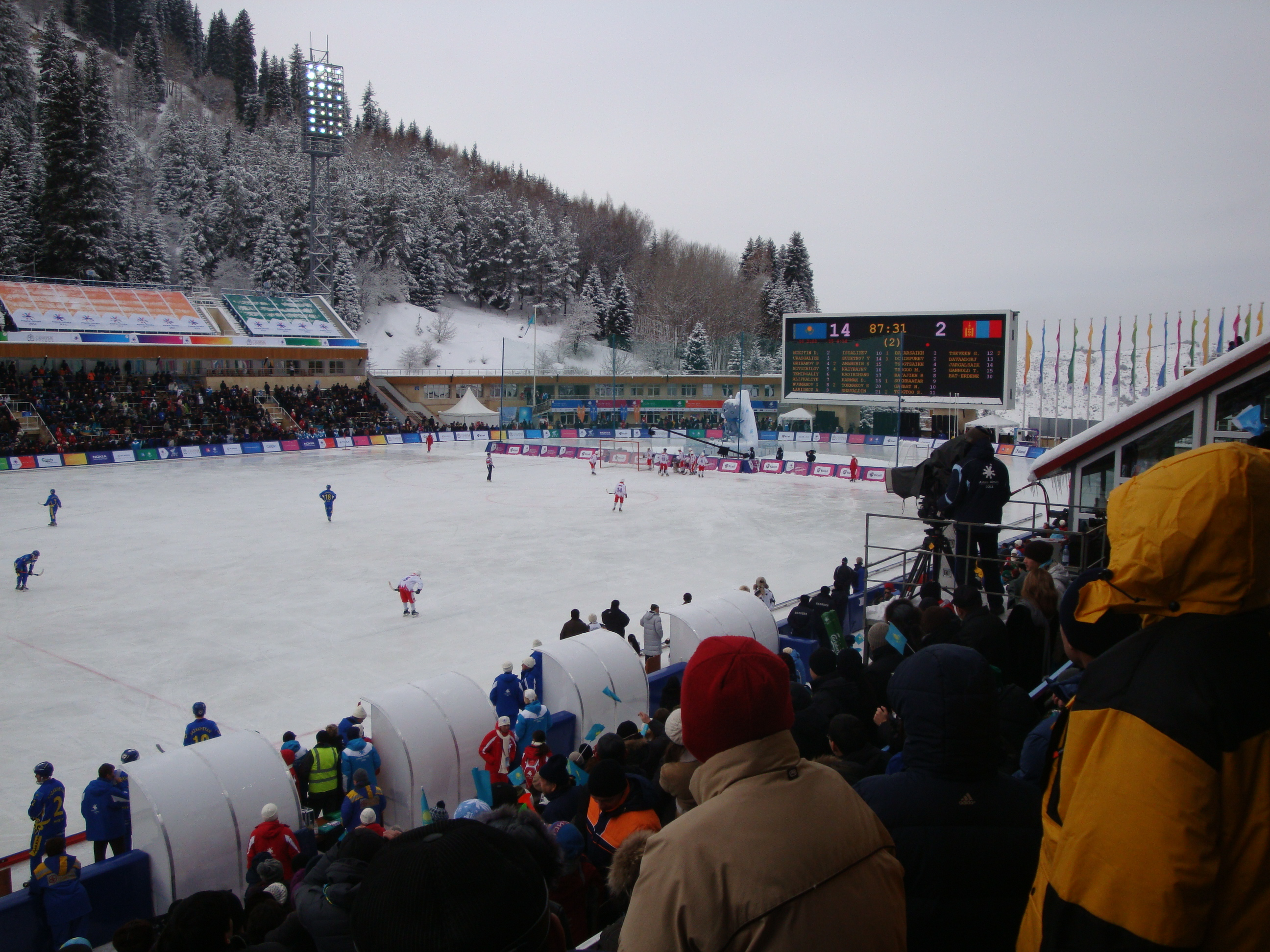
Trận chung kết của giải đấu bandy tại Thế vận hội mùa đông châu Á 2011 giữa Kazakhstan và Mông Cổ

Đội bóng bandy nổi tiếng trong lịch sử là Dinamo đã giành giải vô địch Liên Xô năm 1977 và 1990 và cúp châu Âu năm 1978. Sân nhà của họ là Medeu. Bandy được giới thiệu lần đầu tiên tại Thế vận hội mùa đông châu Á 2011. Medeu là đấu trường chính tại Giải vô địch thế giới Bandy 2012. Sân thứ hai được xây dựng cho giải vô địch là một lĩnh vực thay thế tại Sân vận động Trung tâm Almaty. Thành phố hiện là ứng cử viên đăng cai Giải vô địch thế giới Bandy năm 2020. Liên đoàn Bandy quốc tế đã mở một văn phòng ở châu Á, được đặt tại Almaty.
Almaty sẽ là chủ nhà của Dại hội Thể thao Đại học Mùa đông 2017 với bandy trong chương trình.
Á vận hội mùa đông 2011 được tổ chức chung tại Almaty và Astana. Các cuộc thi khúc côn cầu trên băng và trượt tuyết đã được tổ chức trong thành phố tại Cung thể thao Baluan Sholak và Khu liên hợp nhảy trượt tuyết quốc tế Sunkar. Các cuộc thi hai môn phối hợp, trượt tuyết xuyên quốc gia và trượt tuyết đoạn ngắn được tổ chức tại Sân vận động Trượt tuyết và Biathlon xuyên quốc gia Thung lũng Soldatskoe gần đó; các cuộc thi trượt tuyết và bandy trên núi được tổ chức lần lượt ở Shymbulak và Medeo gần đó.
Đội bóng đá chính của thành phố là FC Kairat thành lập năm 1954 và là một trong những câu lạc bộ thành công nhất của Kazakhstan. Đội bóng rổ BC Almaty của nó đã giành được các phiên bản 2015 và 2016 của Giải bóng rổ Kazakhstan.

### Khát vọng Olympic

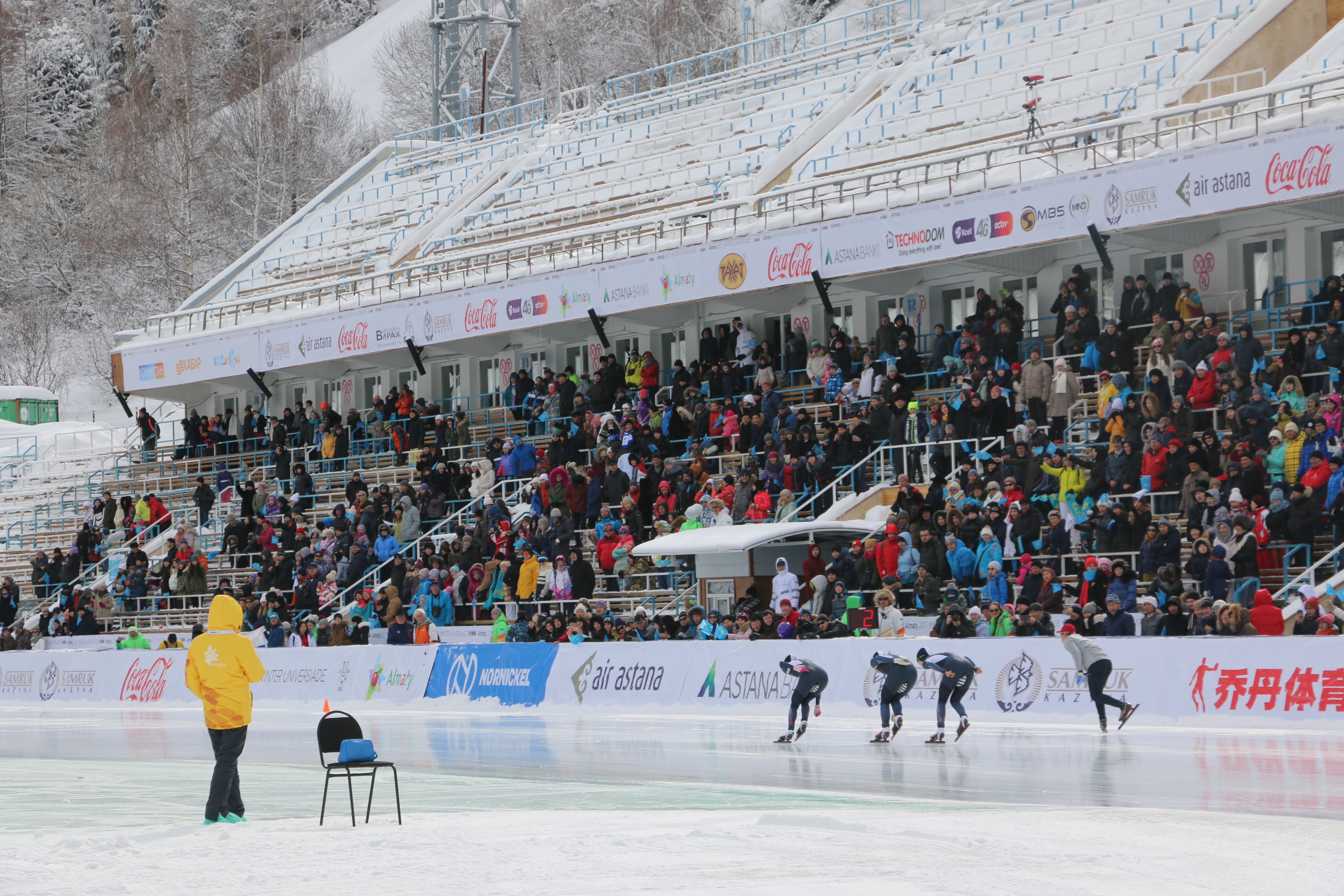
Đại hội Thể thao đại học mùa đông 2017

Sau khi đăng cai thành công Á vận hội Mùa đông 2011, Almaty đã đấu thầu để tổ chức Thế vận hội Olympic mùa đông lần thứ XXII năm 2014, nhưng đã bị loại khỏi danh sách, không được đưa vào danh sách rút gọn các thành phố ứng cử viên. Almaty là chủ nhà của Đại hội thể thao đại học Mùa đông 2017. Thành phố đang khám phá các giá thầu có thể, chẳng hạn như Thế vận hội mùa đông 2018, nhưng không gửi yêu cầu xin đăng cai. Almaty đã gửi lời mời đăng cai Thế vận hội Mùa đông 2022 vào tháng 8 năm 2013, nhưng cuối cùng thua Bắc Kinh.

## Hình ảnh

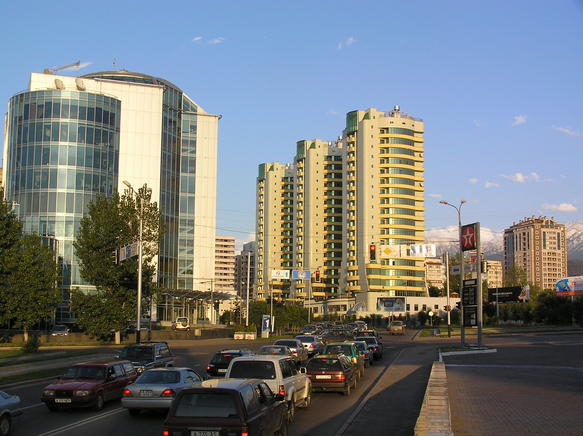
Một con đường hiện đại ở Almaty
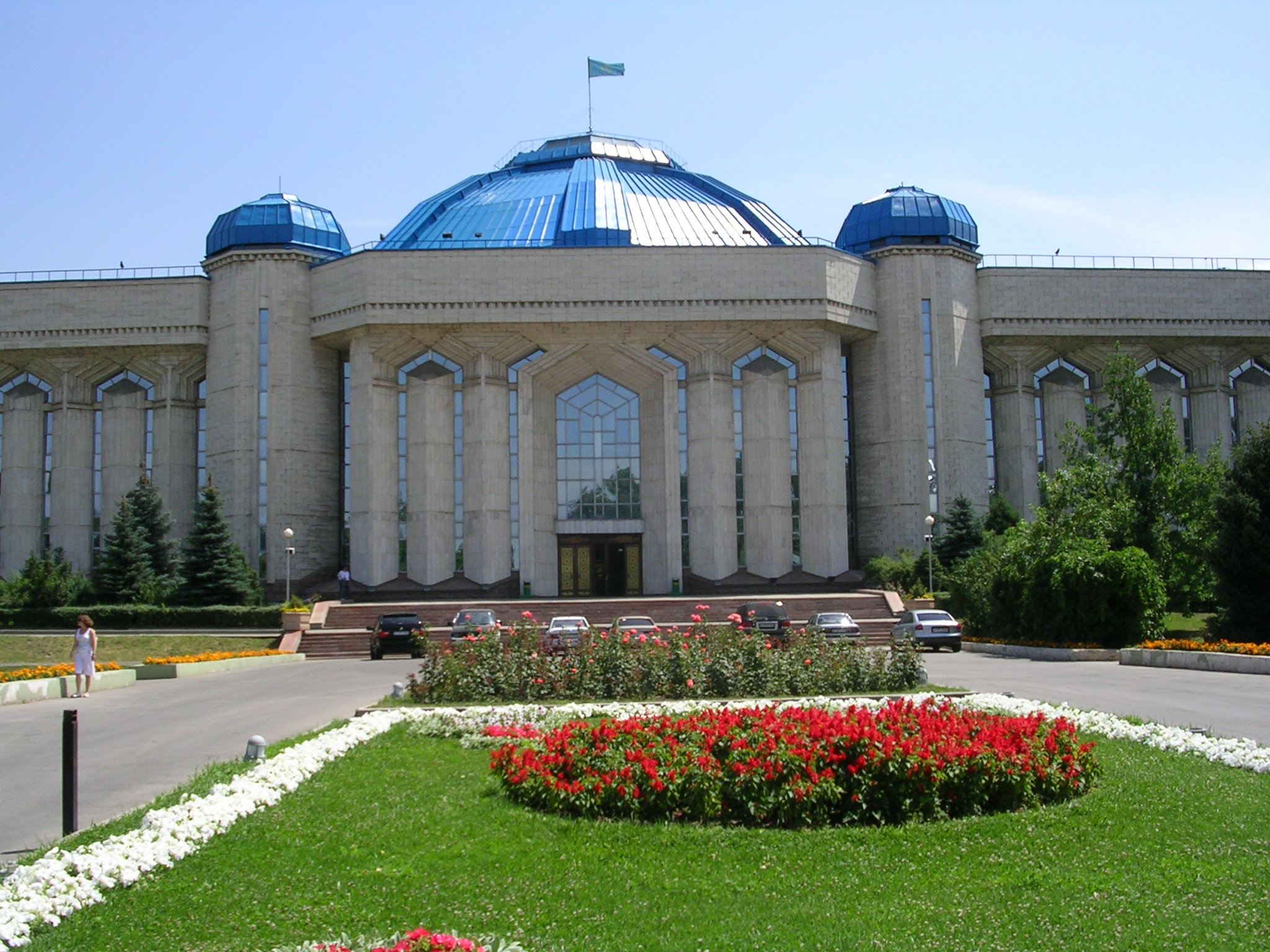
Bảo tàng quốc gia Kazakhstan
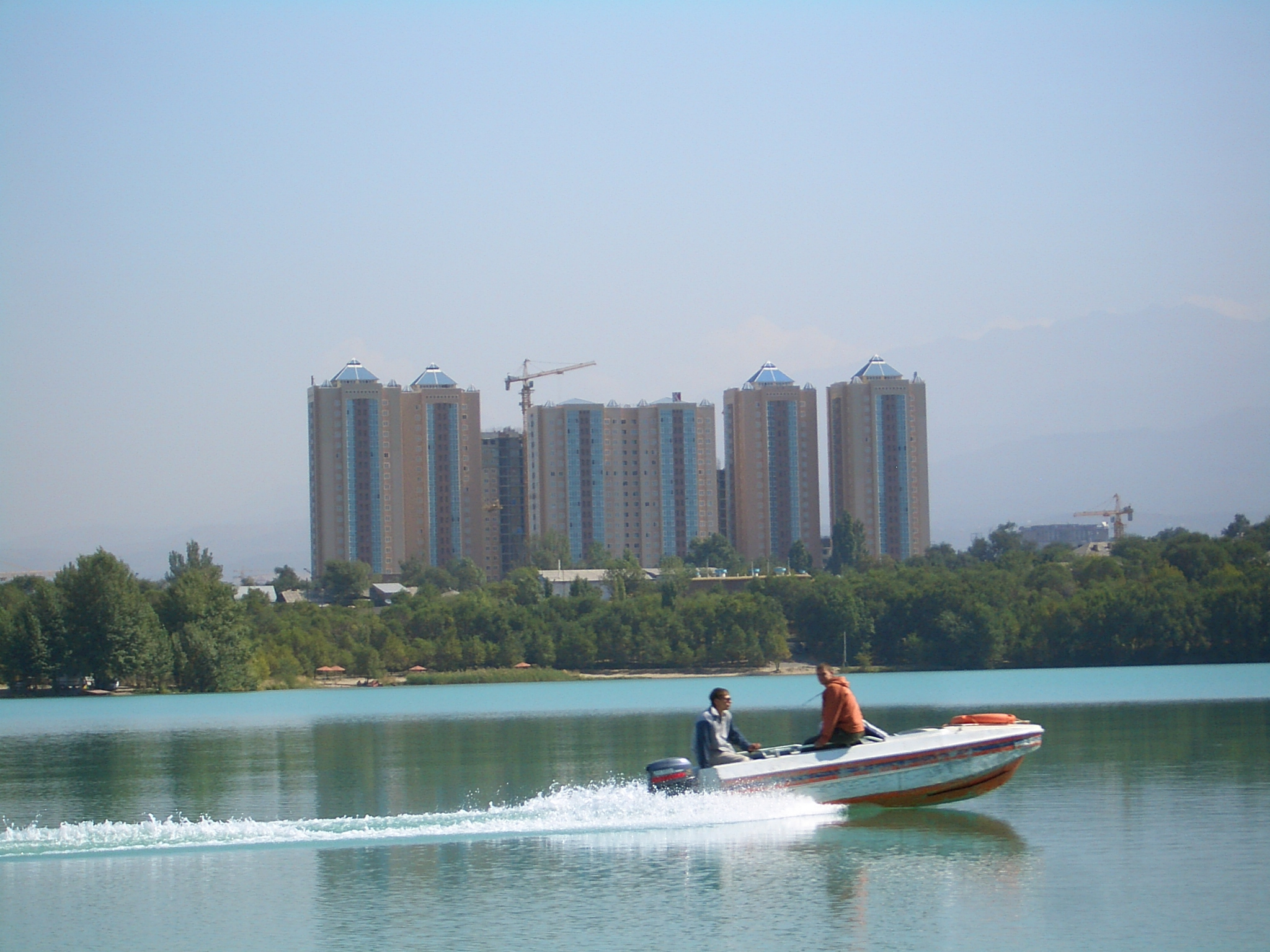
Hồ Sayran, tọa lạc ở phía tây thành phố
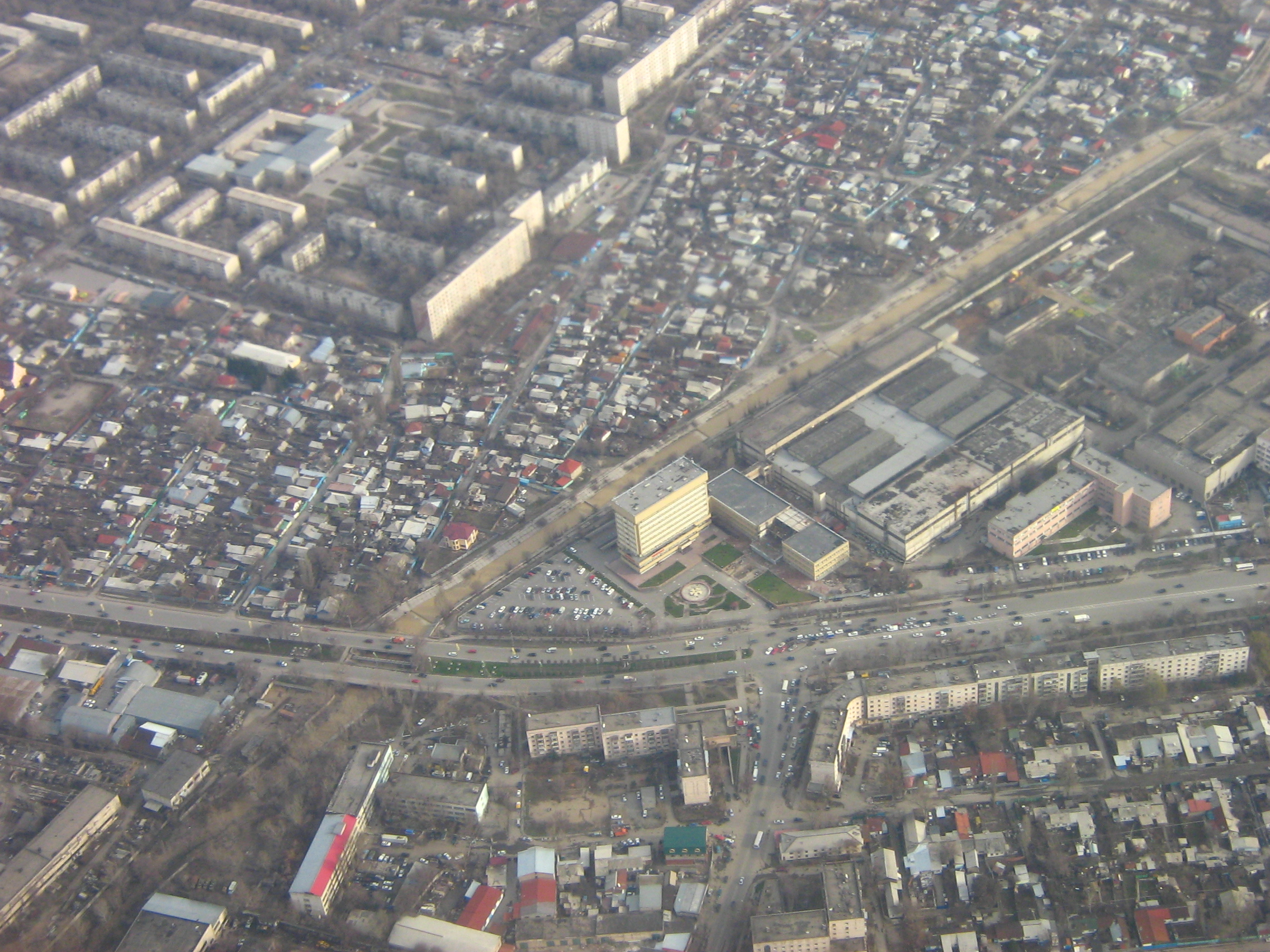
Đại lộ Raymbek nhìn từ trên cao
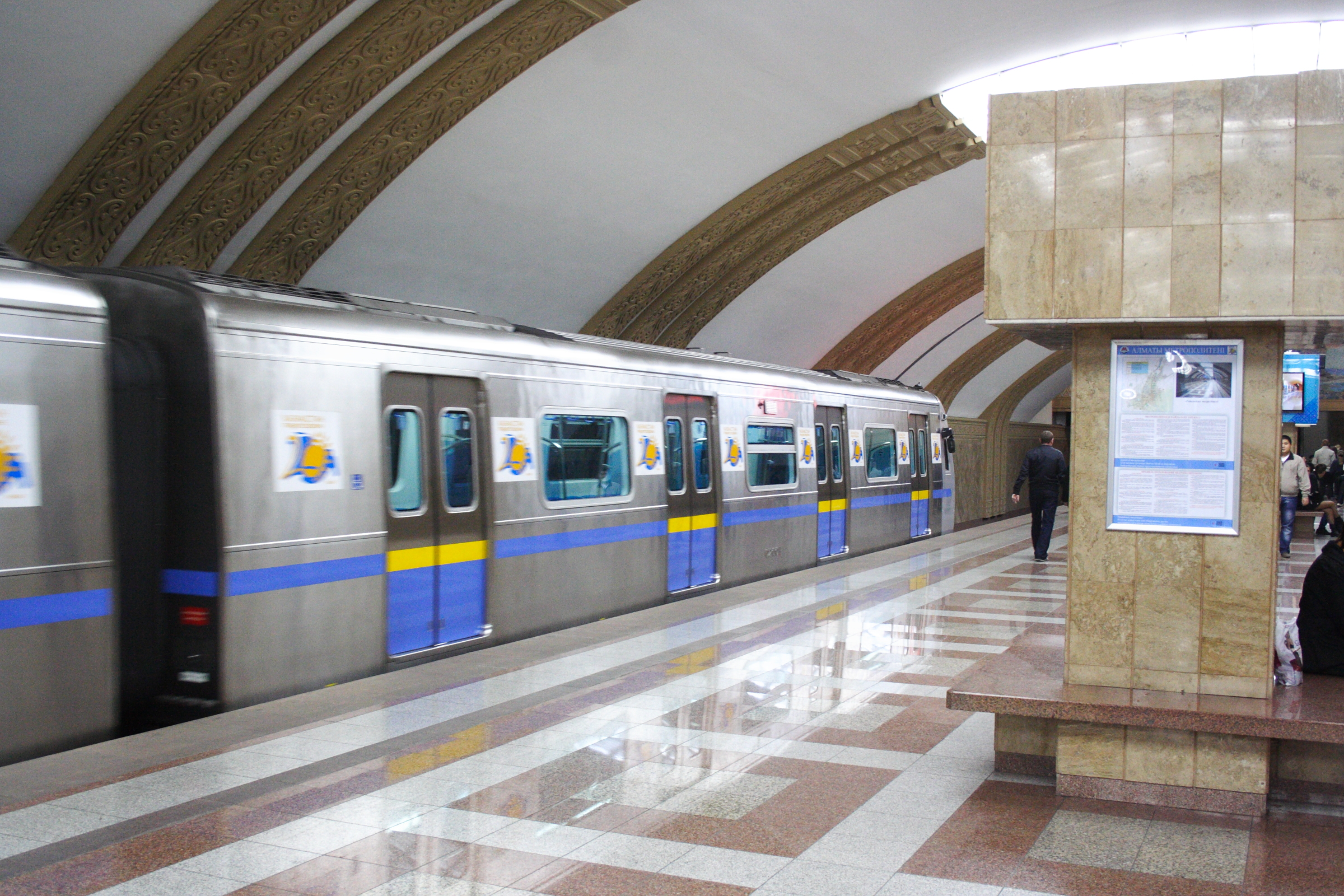
Ga Raymbek batyr, Almaty Metro
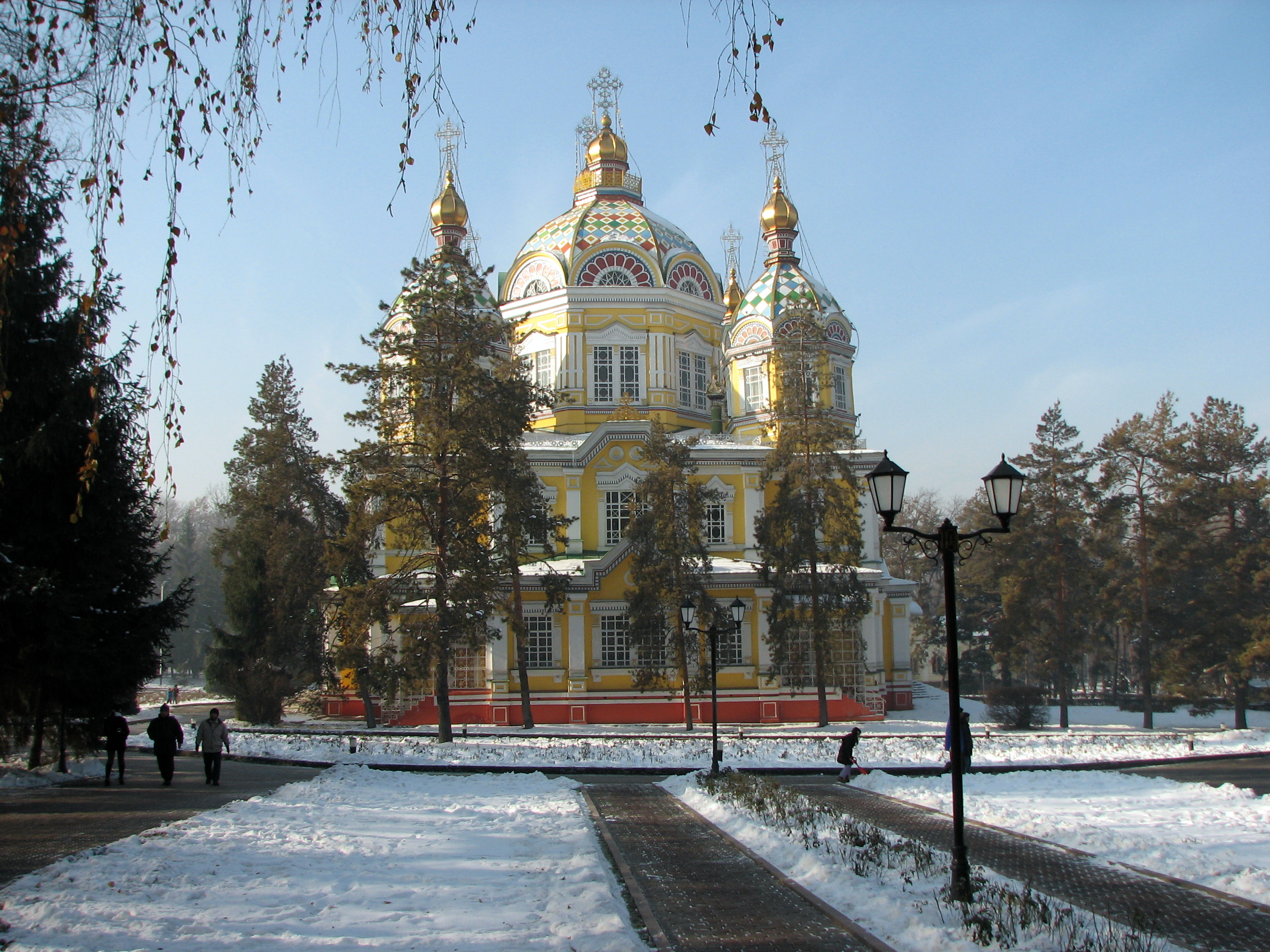
Nhà thờ Thăng thiên vào mùa đông
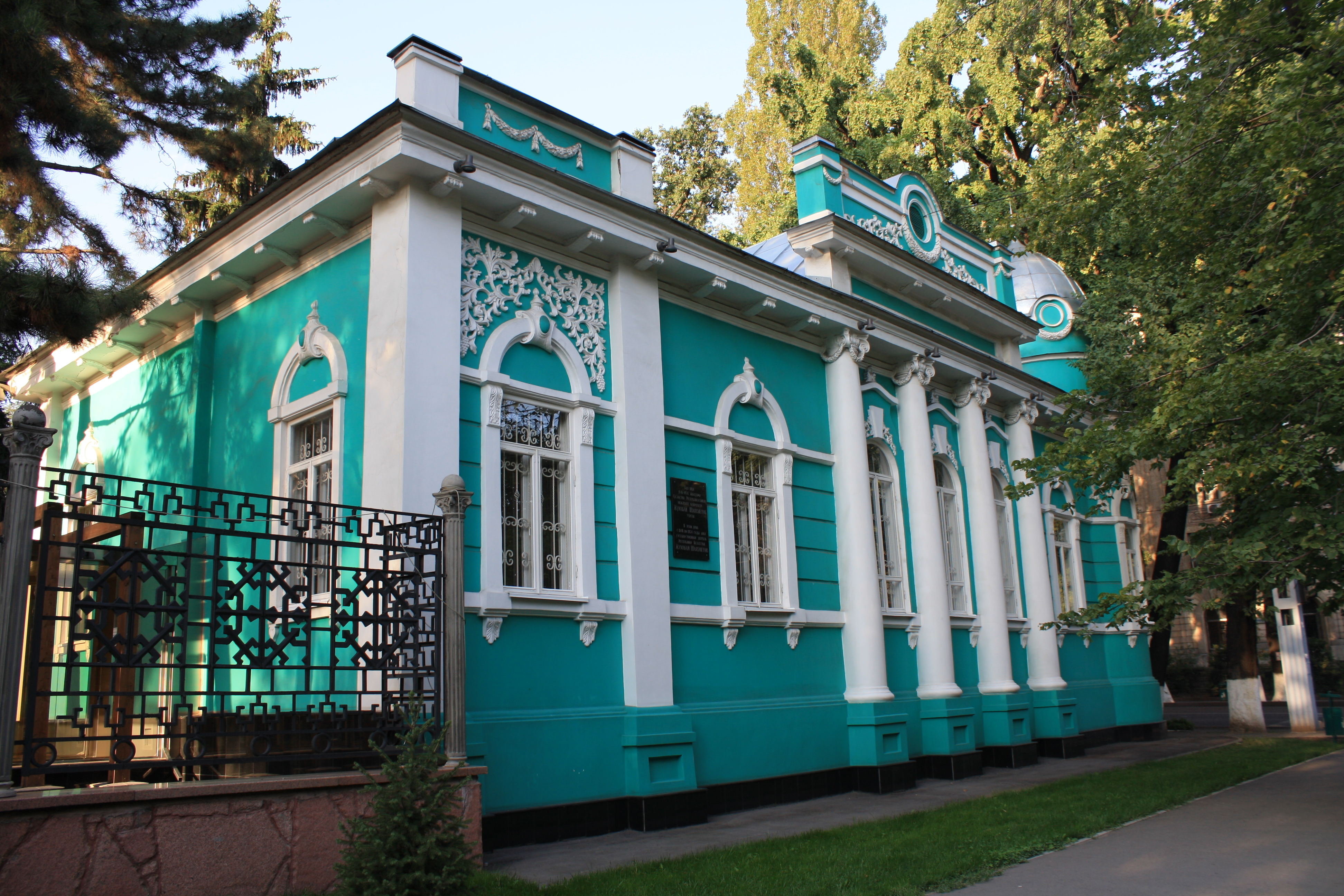
Dinh tổng thống cũ, xây năm 1908, ở đường Furmanov
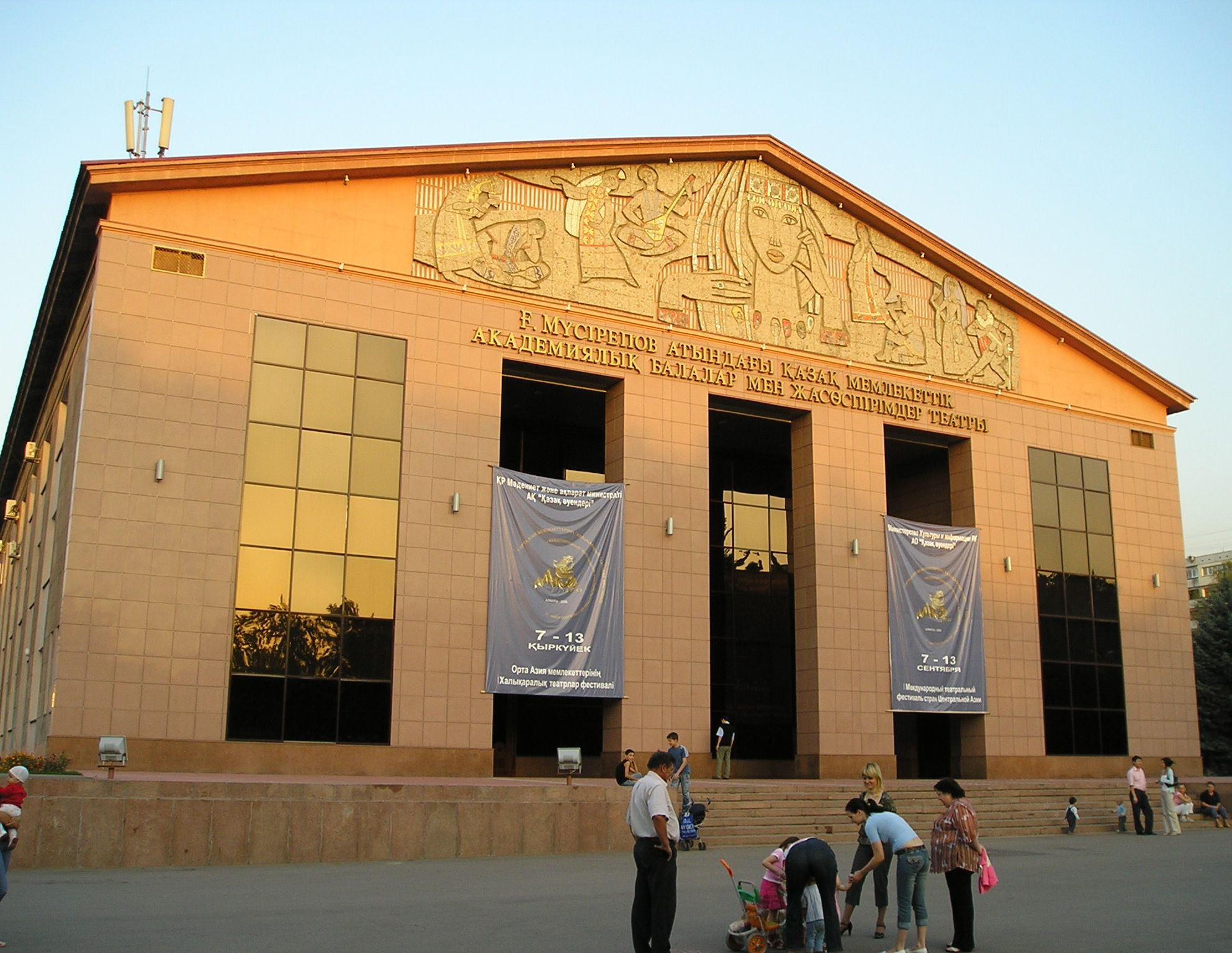
Nhà hát thiếu niên học thuật Musrepov
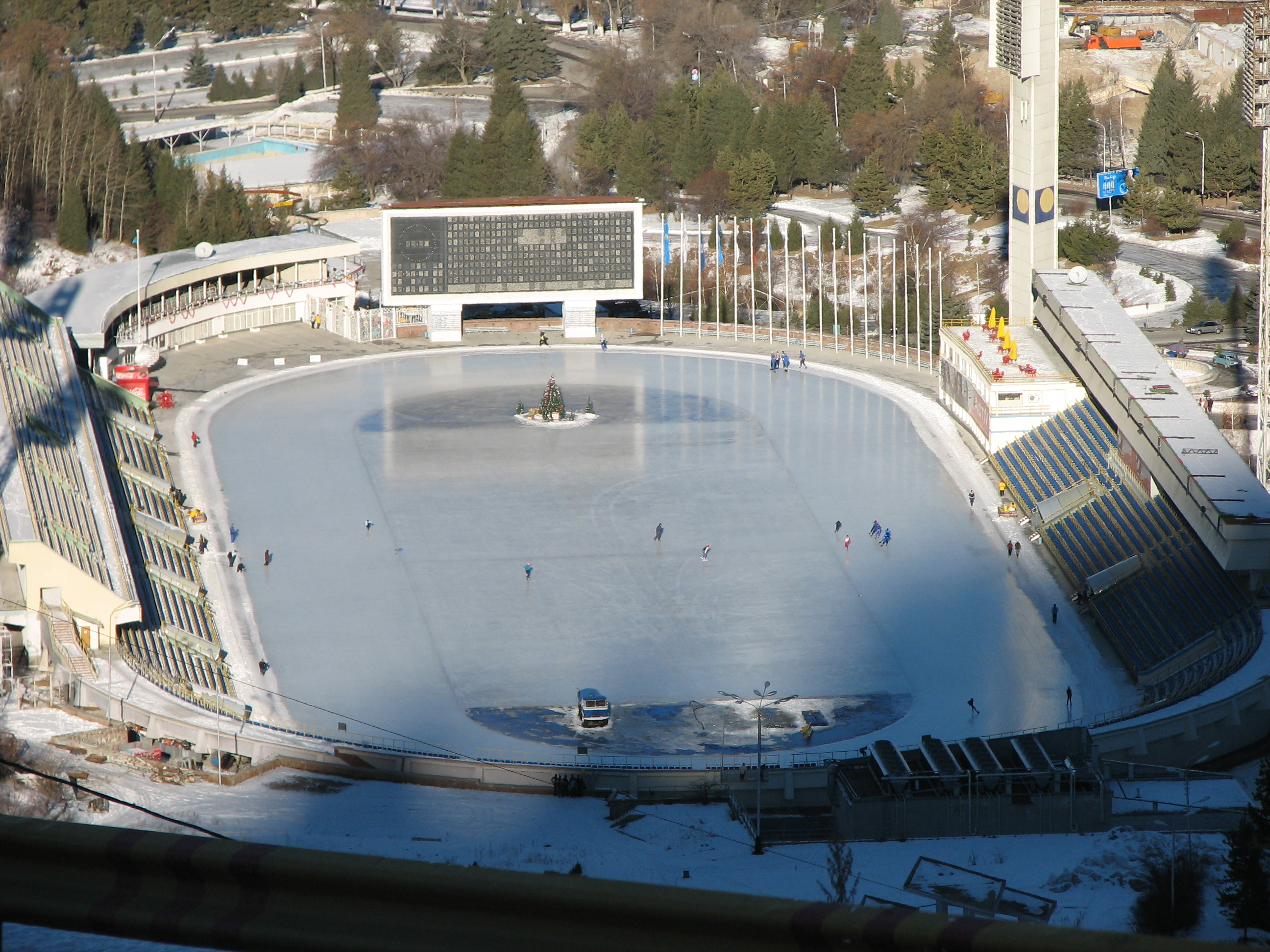
Sân vận động trượt băng Medeo
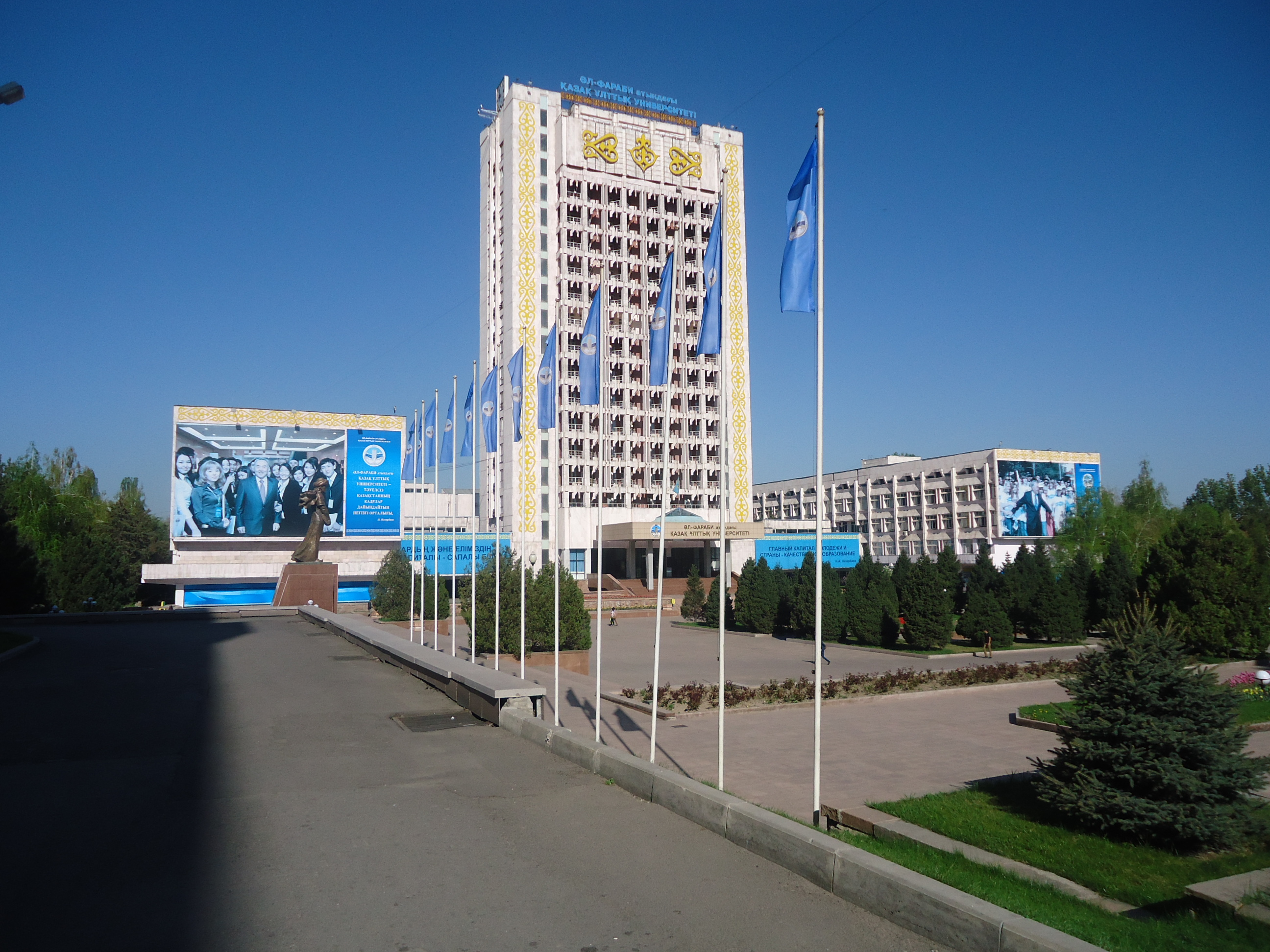
Đại học Quốc gia Al-Farabi Kazakh
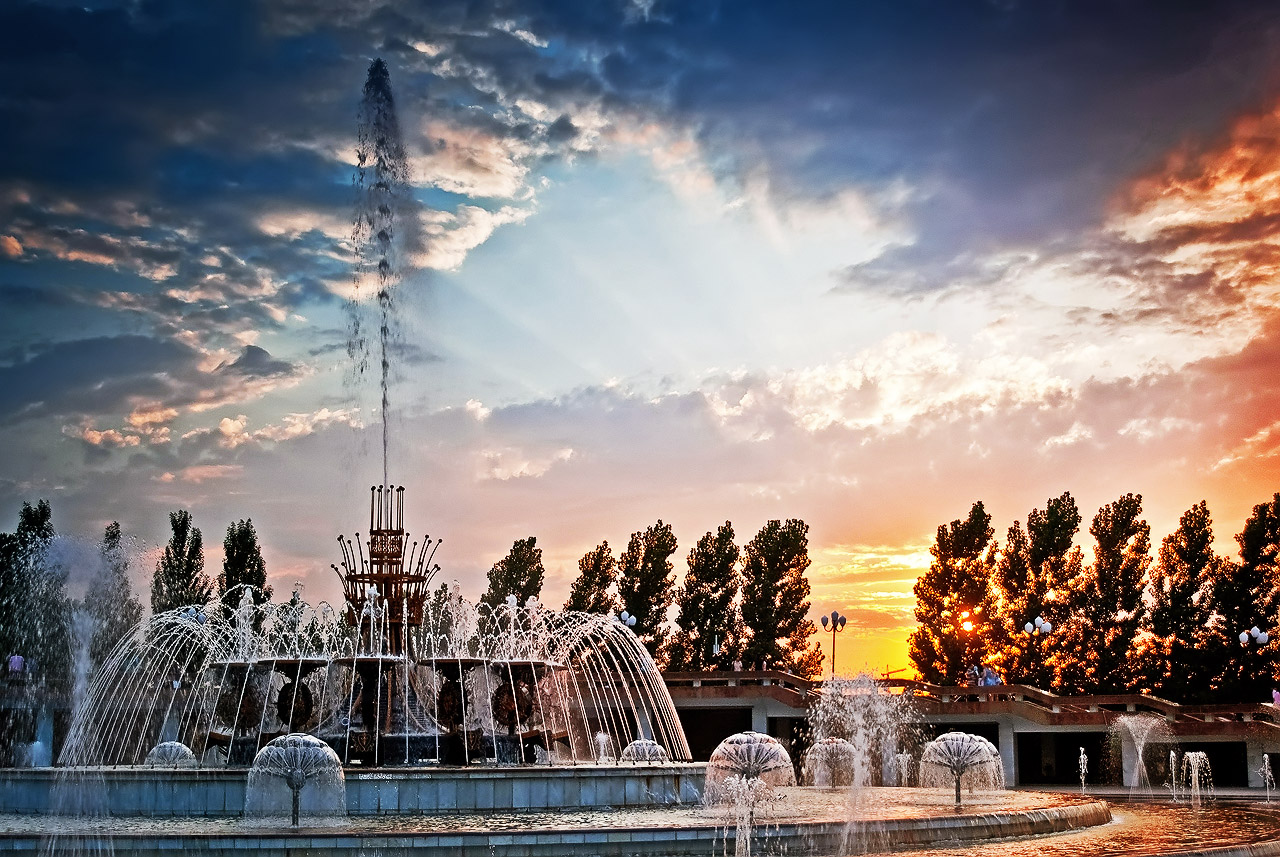
Đài phun nước ở Almaty
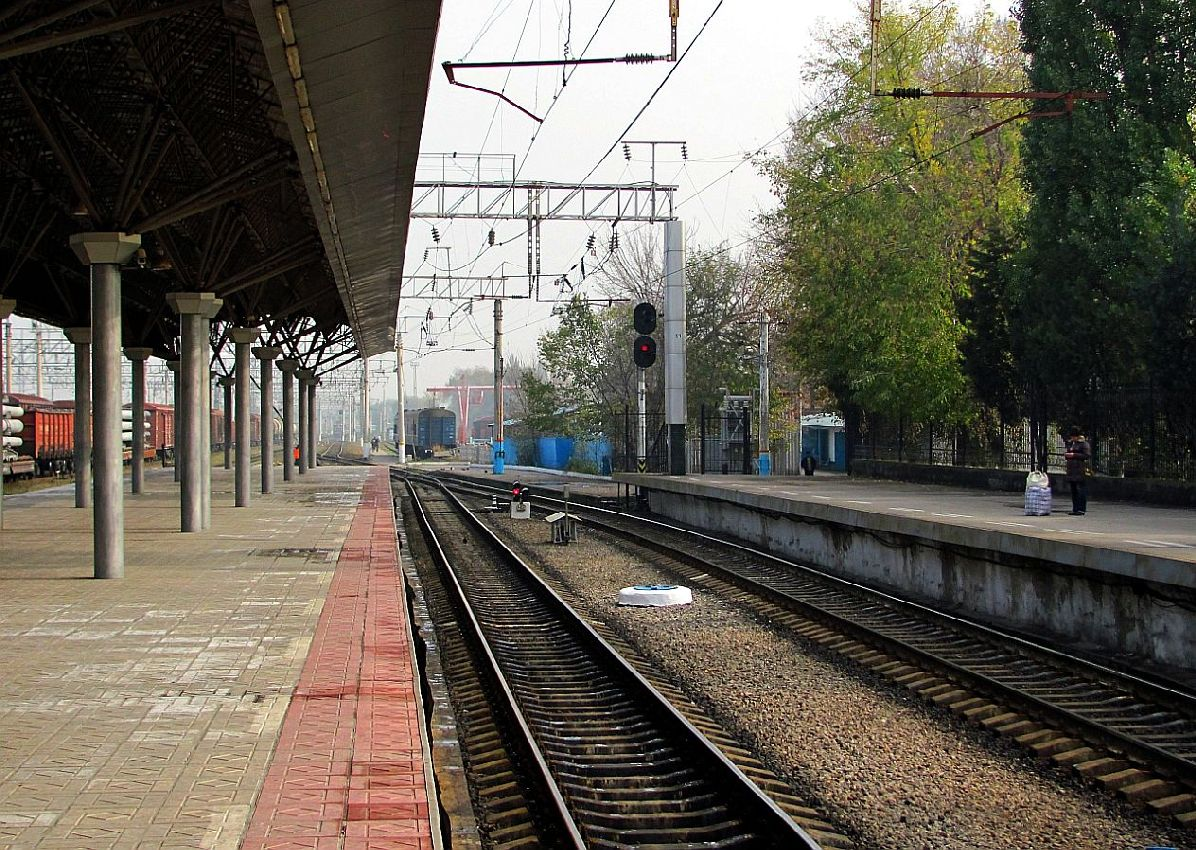
Ga xe lửa Almaty 1
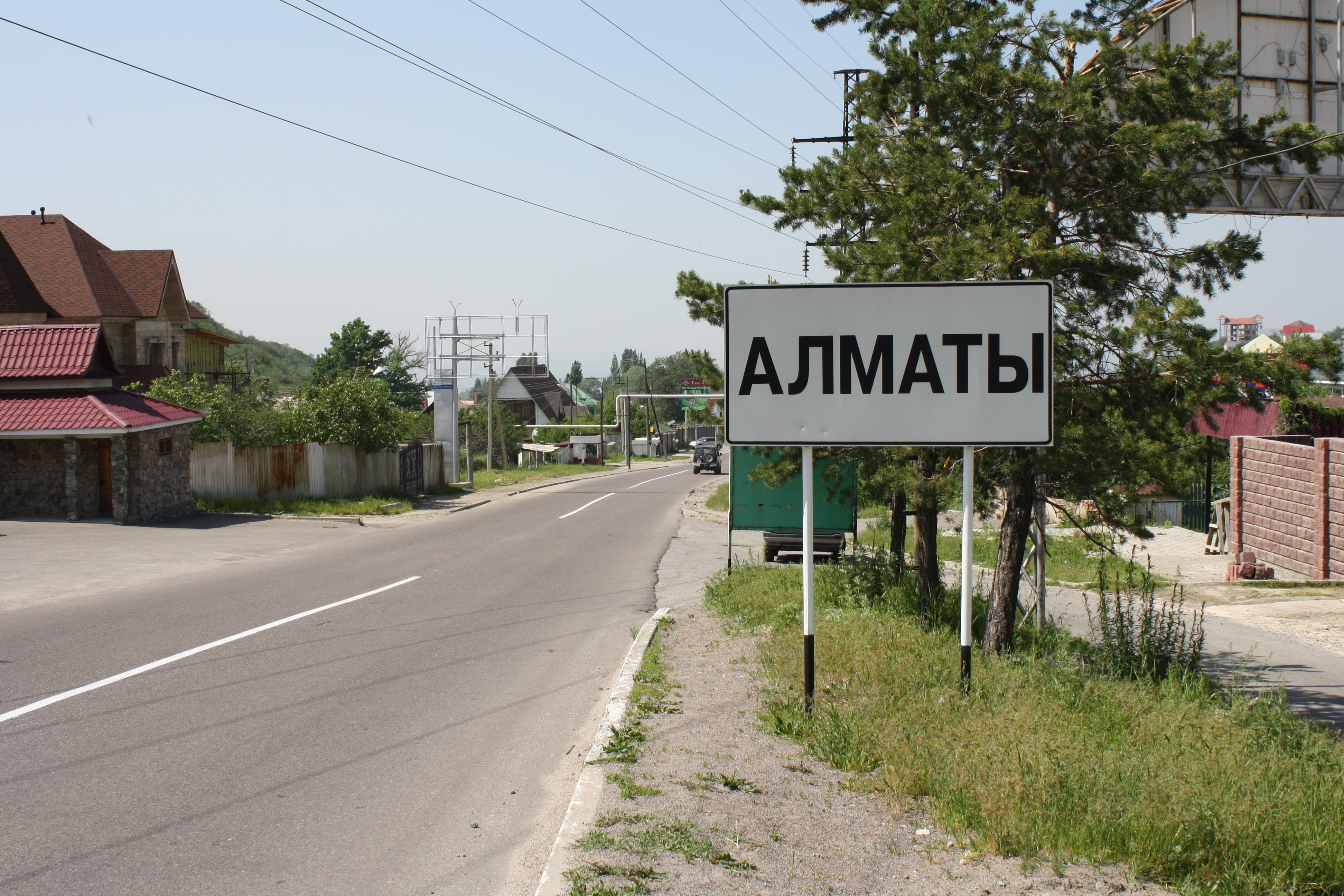
Ranh giới thành phố
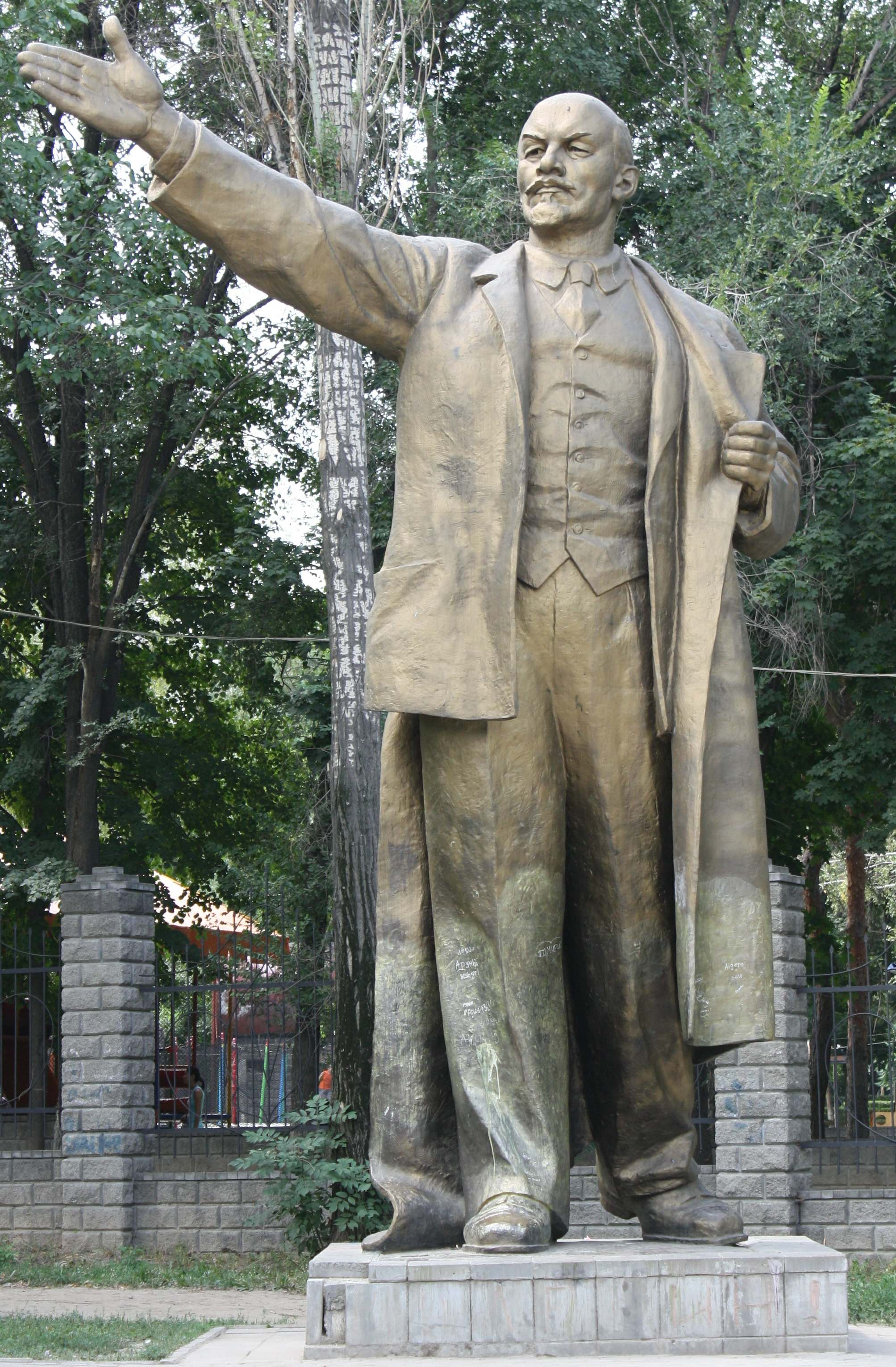
Tượng Vladimir Lenin ở Almaty

## Thành phố kết nghĩa
| Quốc gia   | Thành phố  |
| ---------- | ---------- |
| Ai Cập     | Alexandria |
| Kyrgyzstan | Bishkek    |
| Hungary    | Budapest   |
| Hàn Quốc   | Daegu      |
| Thổ Nhĩ Kỳ | Istanbul   |
| Nga        | Kazan      |
| Belarus    | Minsk      |
| Somalia    | Mogadishu  |

| Country    | City                                   |
| ---------- | -------------------------------------- |
| Nga        | Moskva                                 |
| Pháp       | Rennes                                 |
| Latvia     | Riga                                   |
| Nga        | St. Petersburg                         |
| Israel     | Bản mẫu:Country data Tel Aviv Tel Aviv |
| Hoa Kỳ     | Tucson, Arizona                        |
| Trung Quốc | Ürümqi                                 |
| Lithuania  | Vilnius                                |
| Indonesia  | Bandung                                |